# Brión (La Coruña)
Brión es un municipio gallego ubicado en la provincia de La Coruña (España) que se encuentra a medio camino entre Compostela y Noia. Pertenece a la comarca de Santiago de Compostela y limita con los municipios de: Ames, Negreira, Outes, Noia,Lousame, Rois y Teo.
Tiene 74,9 km² y una población de 8197 habitantes (INE 2024) distribuidos en 106 aldeas, repartidas en 9 parroquias de ámbito civil de las cuales solo 8 son eclesiásticas (San Salvador pertenece eclesiásticamente a Santa María de Bastavales). Su capital es Pedrouzos (Brión), donde se encuentran algunos de sus principales servicios en materia de cultura, educación, sanidad y seguridad.

## Organización parroquial

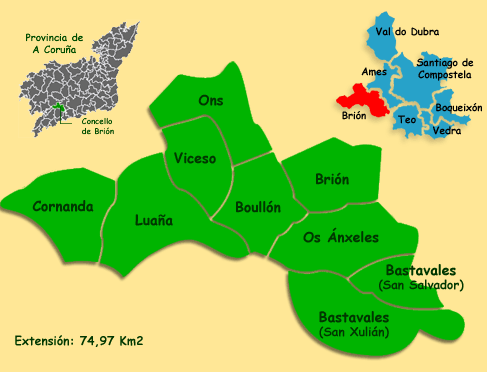
División parroquial de Brión

Parroquias de Brión
- Luaña (San Julián)
- Cornanda (Santa María)
- Viceso (Santa María)
- Ons (Santa María)
- Boullón (San Miguel)
- Brión (San Fins)
- Bastavales (San Julián)
- Os Ánxeles (Santa María)
- San Salvador (San Salvador)

## Símbolos

### Escudo Heráldico
En el año 1984 el Ayuntamiento de Brión en la provincia de La Coruña, falto de un símbolo que lo represente desea poseer un escudo heráldico que simbolice de manera concisa y clara, su pasado histórico. Para ello se le encomendó a Jaime Bugallal y Vela la realización de un escudo de armas para el Ayuntamiento. Los seis torreones representan a las seis torres del derruido Castillo de Altamira y el lobo hace referencia al escudo heráldico del condado de Altamira, entidad política medieval que integró a Brión durante gran parte de su historia.

### Imagen Institucional
En esta imagen se recogen sintetizados varios de los elementos mas representativos de Brión: las Torres de Altamira, los ríos Tambre y Sar y la ondulación propia del relieve paisajístico municipal que también representa la división natural del municipio en dos zonas: La vertiente del Tambre y el Val da Maía.

Escudo Heráldico (1984-act)
Imagen Institucional (2009-2022)
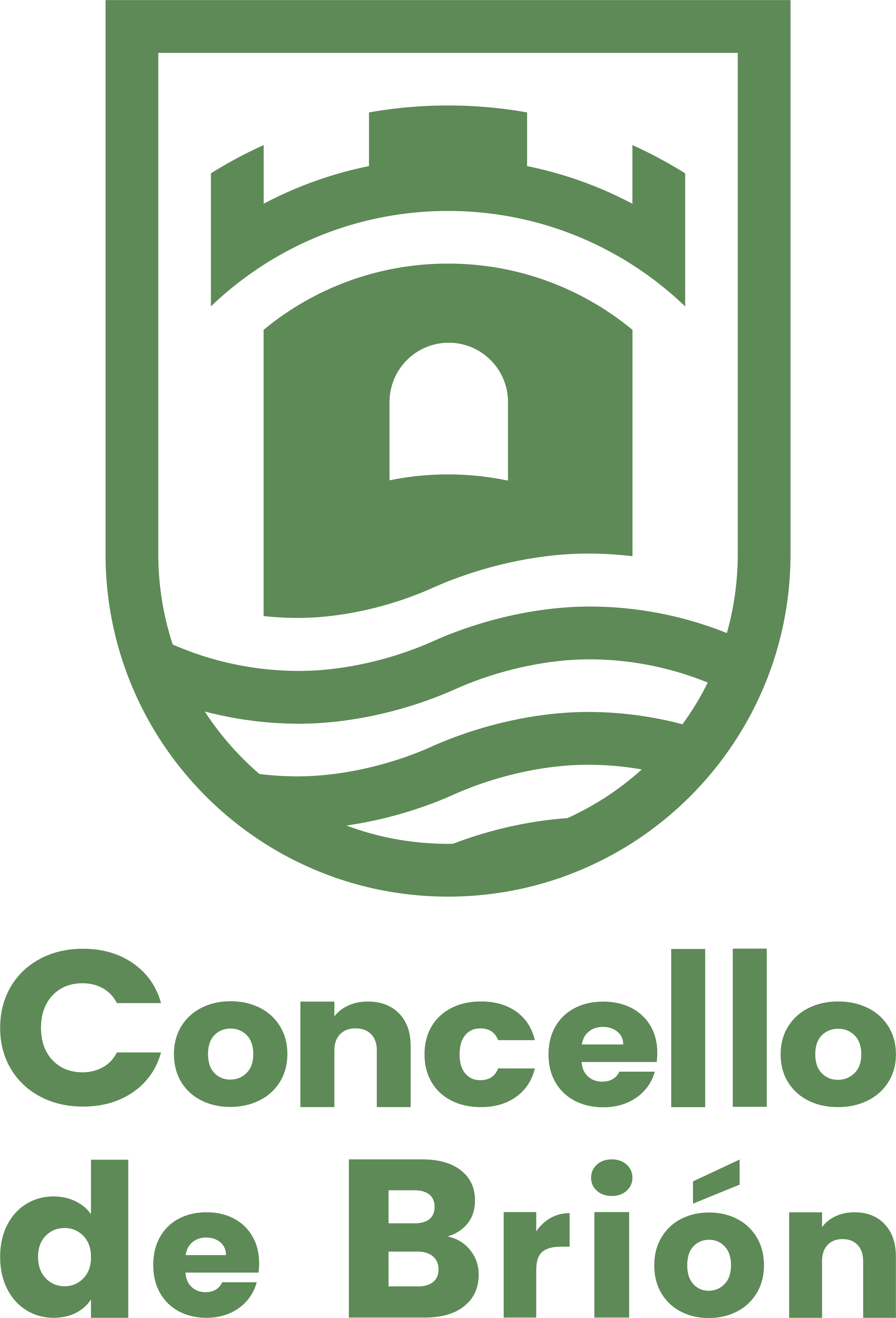
Imagen Institucional  (2022-act)

## Geografía

### Ubicación
El municipio de Brión, se encuentra en la parte sur de la provincia gallega de La Coruña. En el ámbito comarcal, se enmarca dentro de la Comarca de Santiago de Compostela, perteneciendo al mismo tiempo al área metropolitana de Santiago de Compostela.
| Noroeste:Negreira | Norte:Negreira | Noreste:Ames      |
| Oeste:Outes, Noia |                | Este:Ames         |
| Suroeste:Lousame  | Sur:Rois       | Sureste:Teo, Ames |

### Relieve/Clima
En el relieve del municipio de Brión se distinguen dos regiones naturales bien diferenciadas:
La primera es el valle de la Amaía, delimitada por el Río Sar donde se sitúan las parroquias de: Os Ánxeles, Bastavales (famosa por los poemas de Rosalía de Castro), Boullón, San Salvador de Bastavales y Brión. Esta región cuenta con un clima suave todo el año y con una altura mínima de 30 m sobre el nivel del mar.
La segunda corresponde a la cuenca del Río Tambre, donde se sitúan las parroquias de: Luaña, Ons, Viceso y Cornanda. Esta región cuenta con una orografía más accidentada (con unas alturas máximas de 519 m en el "Alto del Queixal" y de 506m en "O Coto do Faro"). Además posee un clima más riguroso en invierno. Parte de esta región aparece nombrado en documentos de la Edad Media como "tierras" o "montes" de Luaña.

### Hidrografía
El agua está muy presente en el paisaje de Brión, dada la abundancia de cursos fluviales y pequeños regatos que se extiende por todo el territorio municipal. Reflejo de esto son la gran cantidad de molinos harineros que hay en las riberas de los ríos y regatos. 

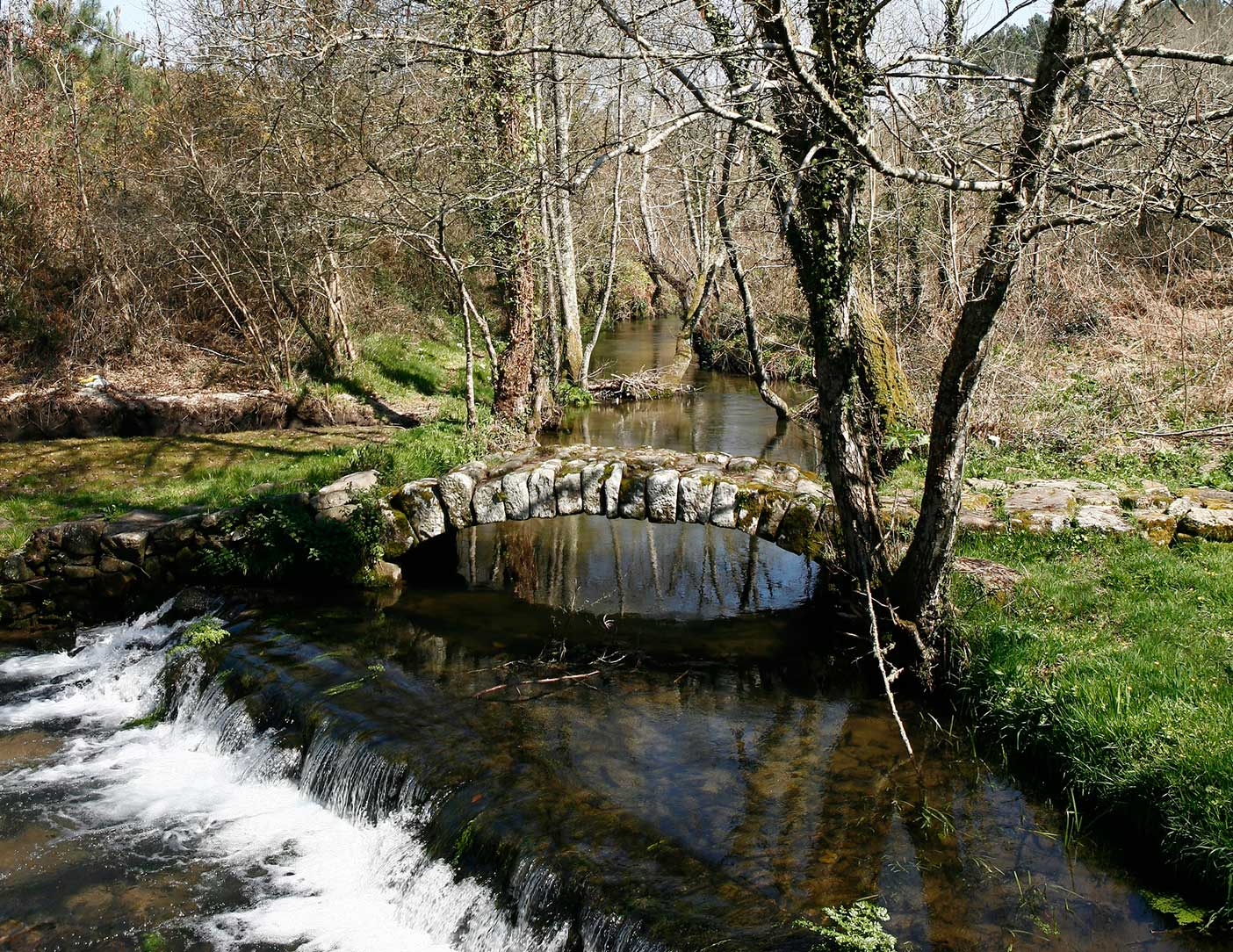
Rio Sar por el Puente Paradela (Bastavales)

Los principales ríos del municipio son:
- Rio Tambre: Es uno de los ríos más importantes del municipio dado su gran tamaño y caudal. Constituye la costa de las parroquias de Cornanda, Luaña, Viceso y Ons, además de actuar como frontera natural con el municipio de Negreira. En el tramo del Tambre que pasa por Brión se encuentra el embalse de Barrié da Maza, construido en los años 2000.
- Rio Sar: Rio conocido por los poemas de la célebre poeta gallega Rosalía de Castro. Transcurre por las parroquias de Bastavales y San Salvador de Bastavales, actuando como frontera natural con el municipio de Ames.

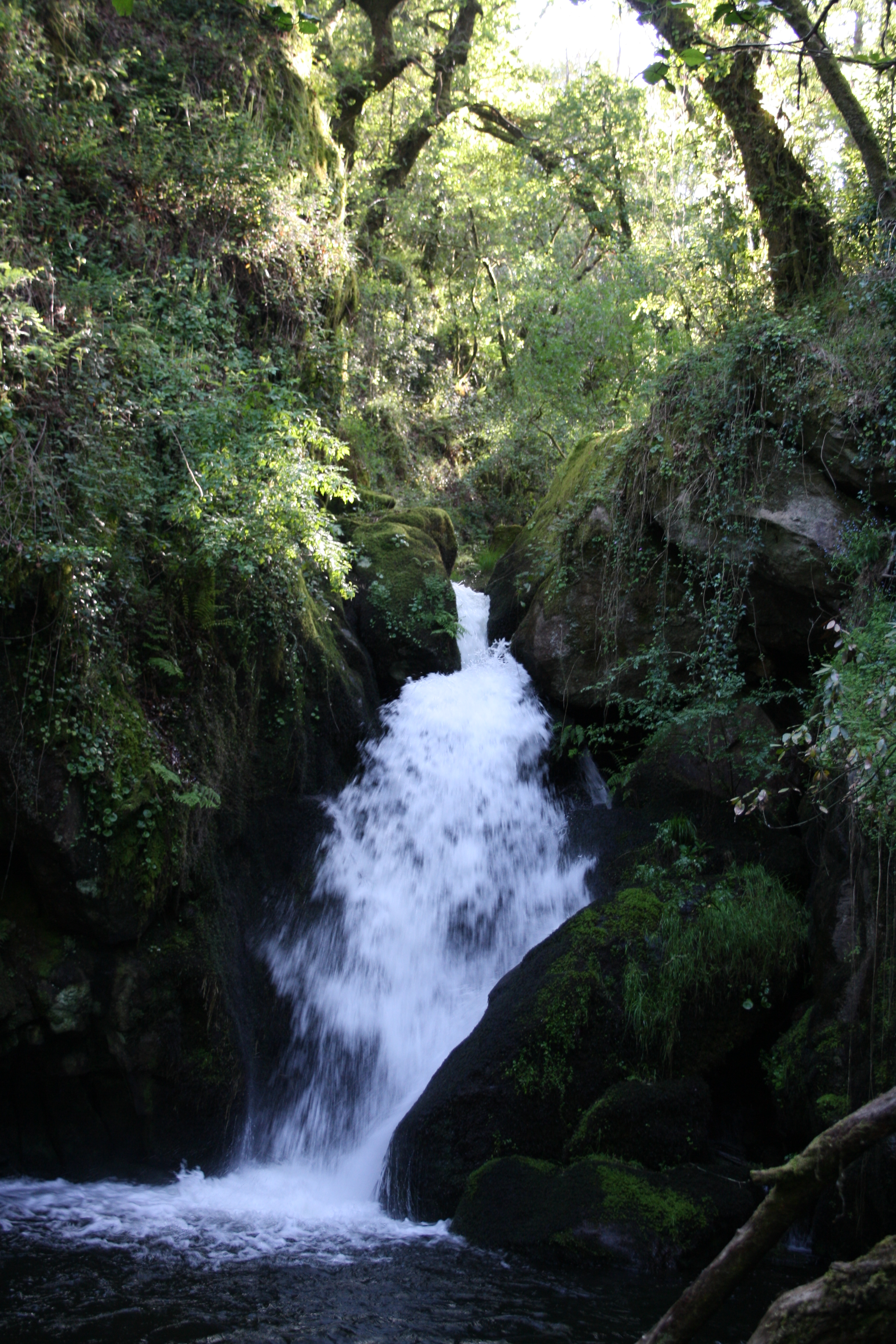
Fervenza del Pozo Negro (Ons)

Los principales regatos del municipio son:
- Rego Pego: Afluente del Rio Sar y es sin lugar a dudas el regato más importante y destacable del municipio, al contar con un bello paseo fluvial, cerca de la Urbanización de Monte Balado.

- Rego de Viceso: Afluente del Rio Tambre que atraviesa la totalidad de las parroquias de Viceso y Luaña.

- Rego dos Chavielos:Afluente del Rio Tambre que atraviesa las parroquias de Ons y Viceso.Es conocido por encontrarse en su desembocadura la hermosa cascada del Pozo Negro.

- También podemos destacar otros regatos como: El Rego de: Sanín,Navallón,Crexo.[3]

### Comunicaciones
Brión cuenta con una red de comunicaciones que conectan todo el municipio. La vías principales de acceso al municipio son: la autovía AG-56 y la AC-543, aunque también hay otras carreteras de carácter autonómico/provincial que conectan el territorio: AC-300 (Brión-A Picaraña), DP-1302 (Negreira-Urdilde), DP-1301 (Brión-Cornanda), AC-541. En el ámbito del transporte público, Brión cuenta con conexiones en bus con los municipios de: Ames, Santiago, Noya, Mugía, La Coruña, Rois, etc. 
El municipio se encuentra a 12km de la estación ferroviaria compostelana "Alfonso Rodriguez Castelao" y a 22 km del Aeropuerto internacional-Rosalia de Castro.

## Geografía humana

### Demografía
Cuenta con una población de 8197 habitantes (INE 2024), que está en constante aumento gracias a la atracción que ejerce su proximidad a Santiago.
El municipio brionés se encuentra en el puesto 912 de población en España y el 70 a nivel autonómico.
| Gráfica de evolución demográfica de Brión entre 1842 y 2021                                                           |
| |
| Población de derecho según los censos de población del INE. Población de hecho según los censos de población del INE. |

## Historia

### -Etapa Pre-romana (3500 a.c-19d.c)

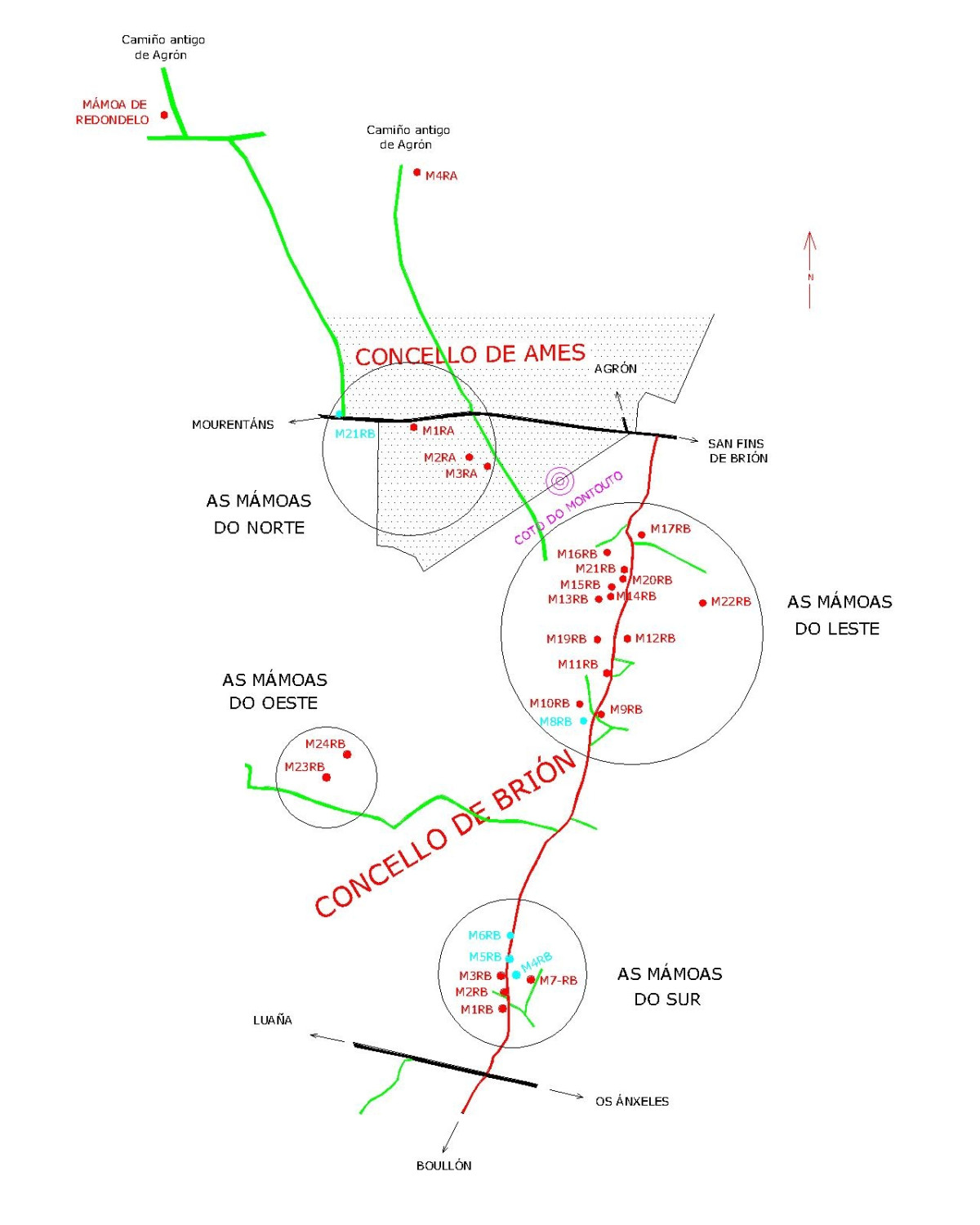
Mapa de la distribución de las "Mámoas de Rañalonga"

Los restos más antiguos que encontramos en el municipio de Brión son tres “machadiñas” neolíticas de piedra pulida, encontradas en las aldeas de: Lamiño, Guldrís y Brión de Arriba. Estas piezas pasaron al Museo Arqueológico de Santiago, instalado de aquella en el local de la Sociedad Económica, pero nada podemos decir sobre ellas, ya que a día de hoy se desconoce qué ocurrió con estas piezas.
En la década de los 70,en la parroquia de San Julián de Bastavales (no se sabe el sitio exacto) fue encontrada una pieza neolítica (actualmente se encuentra en el Museo del Pueblo Gallego en Santiago de Compostela).

Los primeros pobladores de lo que hoy es Brión se asentaron por las diferentes regiones del municipio. De esta cultura pre-románica podemos destacar sus ritos funerarios y su arte. Como huella viviente de los mismos destaca el campo de mámoas de Rañalonga, uno de los más grandes de la región (formada por 21 túmulos),que fueron desposeidas de sus "supuestas riquezas" en enero de 1609 por órdenes de Felipe III. También de esta cultura pre-romana ha llegado a nuestros días algunas muestras de su arte, en forma de petroglifos (destaca sobre todo el petroglifo del Castro Lupario).

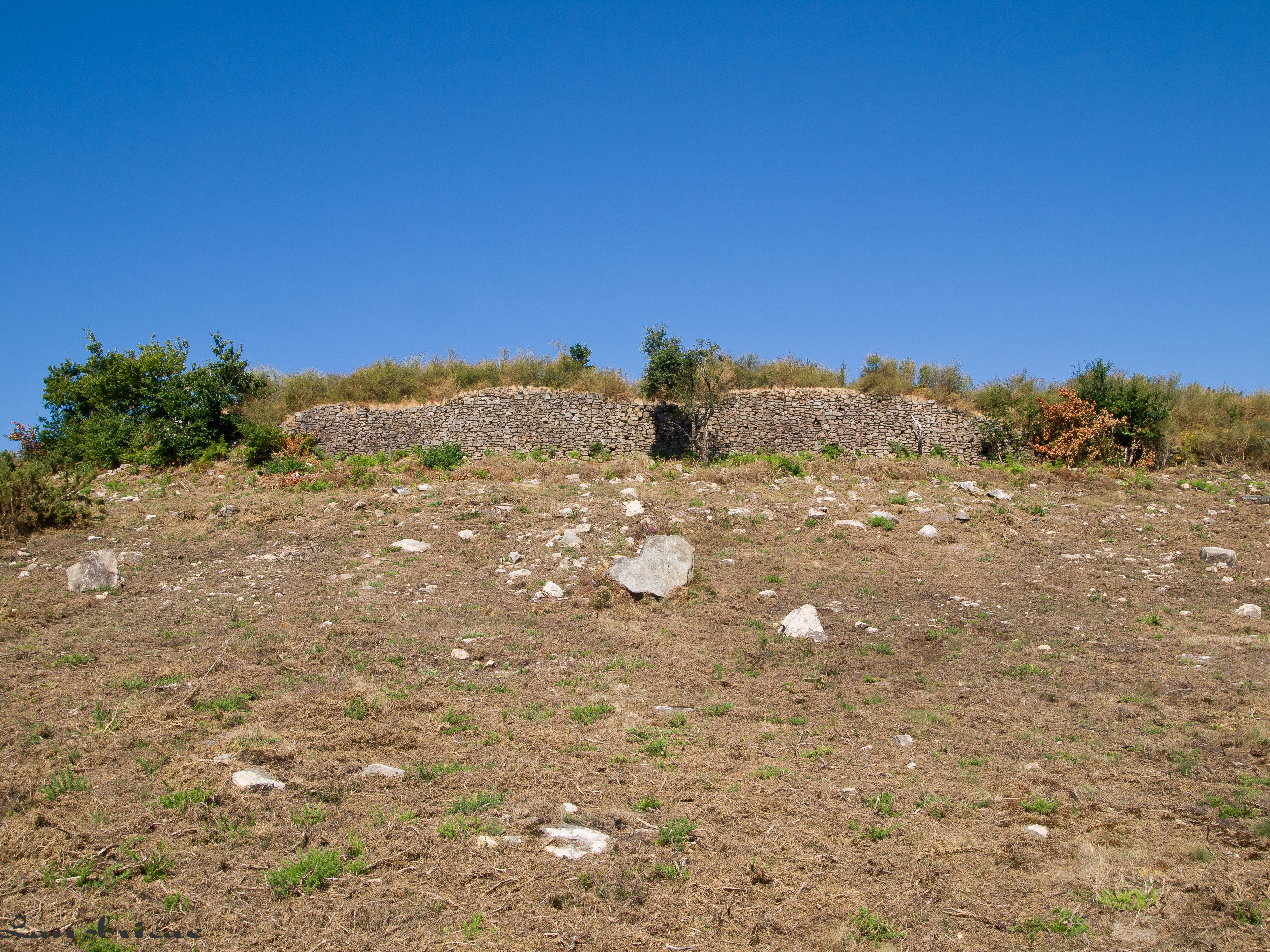
Castro Lupario

La cultura castrexa también se extendería desde el primer milenio por el municipio, como evidencia la presencia de numerosos castros (Lamiño, Altamira, Bemil, Forxán, Pousada, Tembra) Destaca sobre todos los demás el Castro Lupario, el cual es considerado por la tradición jacobea como la residencia de la mítica "Raiña Lupa".

### -Etapa Romana (19-406 d.c)

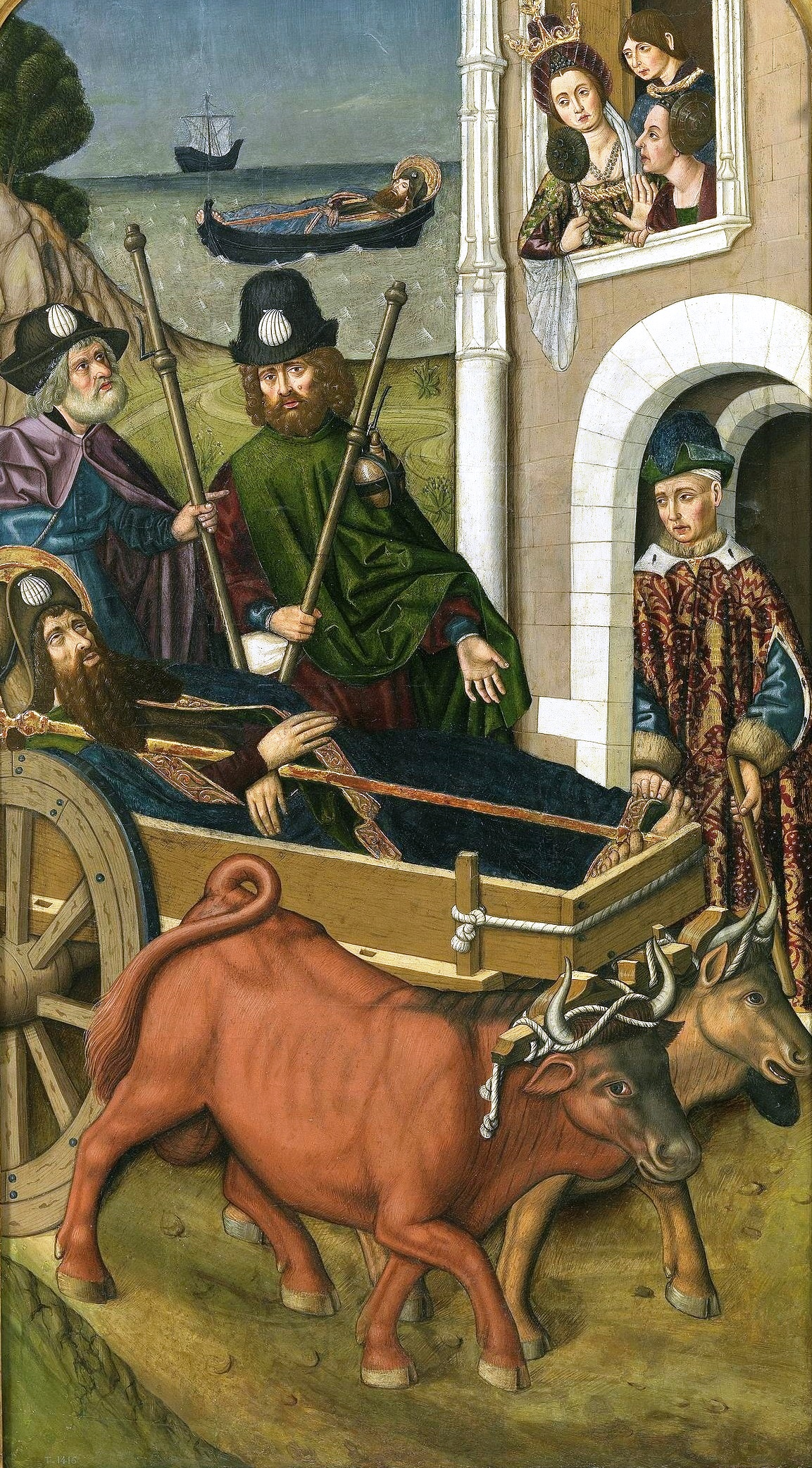
Traslado del cuerpo de Santiago el Mayor ante el palacio de la reina Lupa

En el año 19 a. c Galicia pasó formalmente a formar parte del Imperio Romano, iniciando el periodo romano de Brión. Como resultado del proceso de romanización, numerosas poblaciones fueron remodeladas como la aldea de Beca y Cirro. En esta última se encontraron en 1974 los restos de una villa romana (casa de campo), lo que evidencia la influencia romana en la región. En el Castro Lupario también se encontraron monedas romanas datadas del s.IV. También tenemos constancia que el las poblaciones de Xinzo y Lamiño hubo alguna estructura, evidenciado por la aparición de restos romanos. 
La arquitectura romana más destacada de Brión (y la mejor conservada) es      "O ponte dos mouros" o de Paradela, situada entre los municipios de Brión y Teo. El puente habría formado parte de la vía romana "Per Vía Marítima",aunque no se sabe con certeza. También cabe recalcar que existía en la parroquia de Viceso otro puente romano, pero este último no llegaría hasta nuestros días.
En esta etapa también se enmarca el transporte del cadáver del apóstol Santiago el Mayor, que atravesó el Castro Lupario y el mítico y desaparecido "Ponte Pías" (Ons).

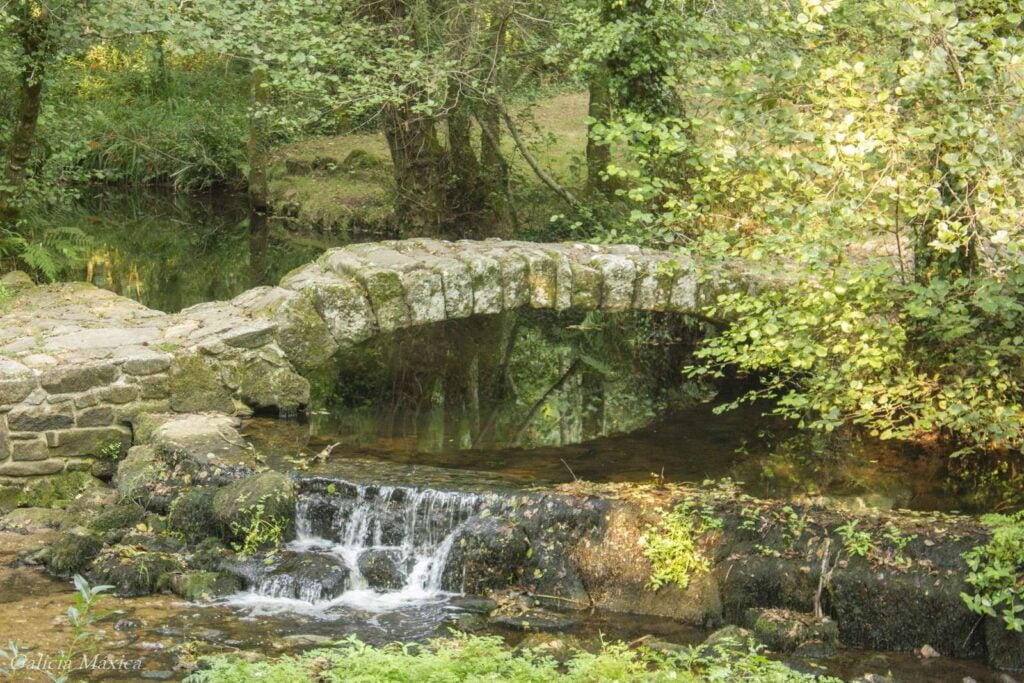
Ponte Paradela (Bastavales)
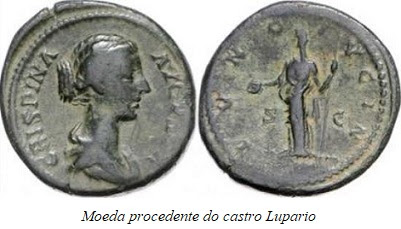
Moneda Romana (Castro Lupario)
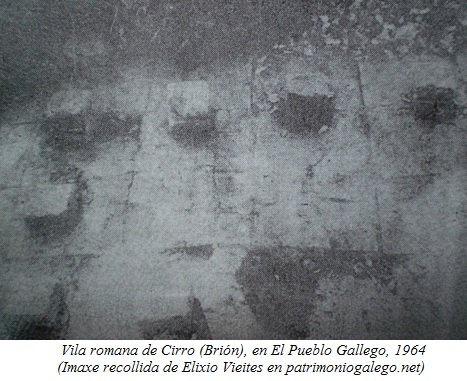
Villa romana de Cirro (1964)

### -Etapa Medieval (476-1492 d.c)

#### Alta Edad Media (476-1000 d.c)
Tras el inicio de la reconquista, el territorio de Brión formaría parte de las numerosos estados cristianos que irían surgiendo durante la Edad Media (Asturias,León,Galicia,Castilla,etc).En 915,durante el reinado de Ordoño II los territorios del Valle de A Maía (Brión y Ames) pasaron a depender directamente de la ciudad de Santiago de Compostela, lo que supuso el control judicial y fiscal de estas tierras (que adquirirían con el tiempo el sobrenombre de "Terras de Luaña") Durante toda la Edad Media nobles y monarcas (Entre los que destacan:Ramiro II,Sancho Ordóñez y Urraca I) realizaron múltiples donaciones e intercambios de terriotorios brioneses. Entre todas las donaciones destaca sobre el resto la que realizó el rey Sancho Ordóñez en 927,donde se donaba la actual aldea de Busto de Frades a la iglesias compostelana.

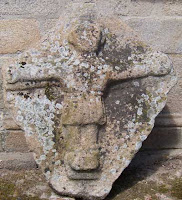
Cruz del Santo Arandel

"offerimus BUSTUM cum omni praestatione sua,quod est latere montis LUANIE,quem dicunt VARGANUM..."
"Ofrecemos el busto con todo su pago, que está en la ladera de los montes de Luaña, al que llaman Varganum"
A lo largo de este periodo se comenzaron a formas las primeras parroquias del municipio, con la construcción de los primeros templos cristianos. Entre ellos destaca el extinto templo de Santo Antoíño do Castro y una capilla que albergó el "Crucificado de Beca" actualmente en el Museo do Pobo Galego.

#### Plena Edad Media (1000-1250 d.c)
Un evento a tener en cuenta, en la historia de Brión es la fundación en el 1129 del Monasterio de Toxosoutos (Rois). Esta institución eclesiástica contó con mucha influencia a lo largo de la Edad Media y Moderna en Brión, al poseer numerosas propiedades amortizadas en estas tierras. A partir de 1170, las parroquias brionesas fueron agrupadas en diversos arciprestazgos:Amaía (Cornanda,Luaña,Boullón,Bastavales,San Salvador,Brión,Os Ánxeles) y Barcala (Viceso,Ons)
En lo que respecta a la lírica medieval, destaca en la región: "Os irmáns Eáns Mariño" y "Martiño de Xinzo". También en este periodo el arte románico comenzó a extenderse por la región,evidenciado por las numerosas construcciones románicas que se extienden por el actual municipio.

#### Baja Edad Media (1250-1492 d.c)

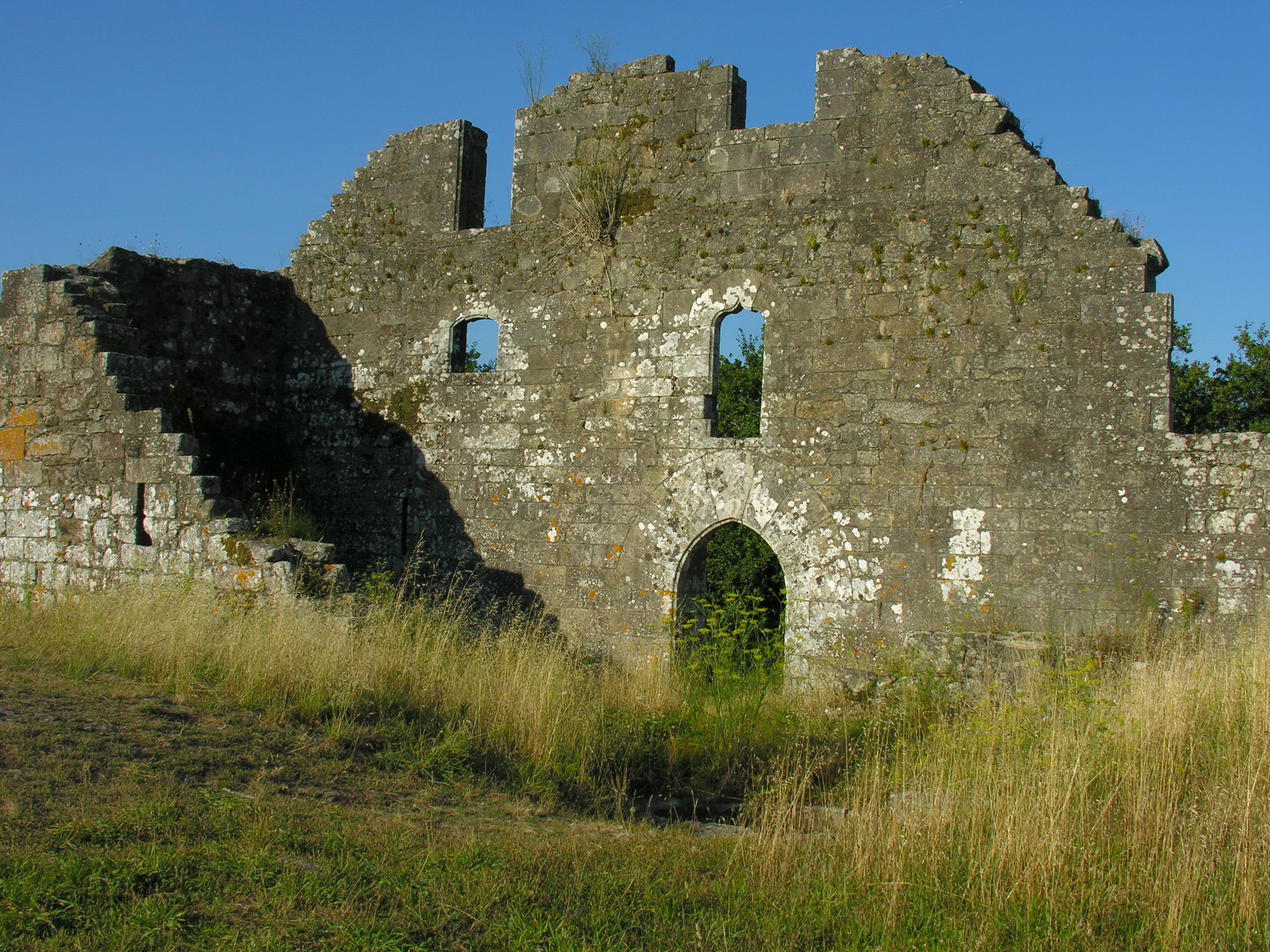
Restos de la Fortaleza de Altamira

Durante la Baja Edad Media Brión estuvo bajo el dominio de la familia Moscoso (Señores de Altamira), que gracias a la estratégica ubicación del Castillo de Altamira pudieron dominar gran parte del Val da Maía y consolidar su poderio nobiliario en la región.
BERNAL EÁNS DE MOSCOSO -(Vizconde de Fisterra y Señor de Altamira)

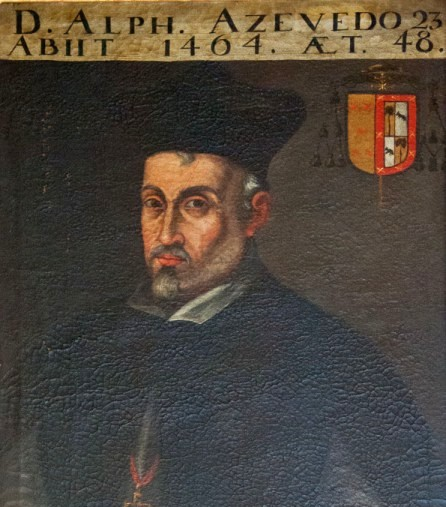
Alonso II de Fonseca,Arzobispo de Santiago de Compostela (1440-1512)

En el año ---- Bernal Eáns de Moscoso fué nombrado alcalde mayor de Compostela.Su posición lo situó en conflicto con el arzobispo Alonso II de Fonseca,decidido a mantener su poder en Santiago de Compostela.Las tensiones entre ambos estallaron en --- cuando Bernal sorprendió al arzobispo en la villa de Noia y lo secuestró, trasladándolo al castillo de Vimianzo,donde lo mantuvo preso durante dos años. Para su liberación, Bernal exigió un rescate de 500 doblas de oro, suma que los familiares del prelado no podían reunir. Finalmente, decidieron tomar el dinero del tesoro de la Iglesia de Santiago, lo que provocó tensiones con el cabildo.
Mientras tanto, Bernal Eáns levantó un cerco en Santiago que duró cerca de seis meses. Durante el asedio, fue herido por una flecha en el cuello y el hombro, y murió poco después, hacia 1466. El cerco continuó hasta que, a finales de ese año, se alcanzó un acuerdo por el cual Alonso II de Fonseca y los canónigos serían exiliados por diez años en Redondela. Sin embargo, ese exilio quedó interrumpido poco después por el estallido de la Segunda Revolta Irmandiña (1467-1469).
Tras su fallecimiento, le sucedió  Álvaro Pérez de Moscoso, cuya muerte temprana abrió paso al liderazgo de Lope Sánchez de Moscoso.
LOPE SÁNCHEZ DE MOSCOSO -(I Conde de Altamira)
El episodio más importante que ocurrió durante su liderazgo fué la Batalla de Altamira de 1471.
Tras la Segunda Revolta Irmandiña, nobles y eclesiásticos volvieron a disputarse el control de los territorios gallegos.En este contexto Lope Sánchez de Moscoso inició la reconstrucción y fortalecimiento del Castillo de Altamira (destruido tras la Revuelta Irmandiña) Alonso II,temeroso del refortalecimiento de la influencia de los Moscosos en la región obligó en una primera instancia a parar las orbras,pero ante la negativa de Lope el arzobispo decidió asediar el Castillo de Altamira .
El asedio de Alonso fué un fracaso puesto que la fortaleza resistió a los ataques (a pesar de los pocos soldados que la defendian).Tras el asedio Lope reunió un gran ejercito con el cuál  pudo derrotar a las tropas del arzobispo y proseguir en las obras del castillo.

Escudo del Condado de Altamira

Tras su derrota,Alonso II reunió un nuevo ejercito con el cual volvió a atacar el Castillo de Altamira.Posterior a este ataque Lope decidió buscar el apoyo de nobles gallegos para acabar con las amenazas de Alonso II.Finalmente el 13 de junio de 1471 en las proximidades de Trasmonte y Aguapesada ocurrió la Batalla de Altamira en la que se enfrentaron las tropas nobiliarias de Lope y las tropas arzobispales de Alonso II.La batalla finalizo con la victoria nobiliaria y la huida del arzobispo a Padrón.
Tras la aplastante victoria,los nobles vencedores comezaron a apropiarse de numerosas fortalezas y posesiones vínculadas a la catedral de Santiago de Compotela,y Lope se autoproclamó conde de Altamira,título que fué ratificado por Fernando el Católico en 1475.
El Condado de Altamira fué para ese momento el cuarto más grande de Galicia y abarcaba múltiples territorios desconectados entre sí:Vimianzo,Corcubión,Barcala,Burón,Navia de Suarna,etc.Las parroquias de:Cornanda,Luaña,Brión,Bastavales,San Salvador,Os Ánxeles estaban dentro del Condado de Altamira,con el nombre de "Tierras de Altamira"
Con las llegada de los Reyes Católicos al trono se inició una política centralizadora que limitó las disputas señoriales gallegas. Muchos bienes usurpados a la Iglesia tuvieron que devolverse, pero el condado de Altamira fue reconocido oficialmente y Lope consolidó así la posición de su linaje, aunque bajo mayor control de la monarquía castellana.De esta manera en la región compostelana se asentó una paz duradera.

### -Etapa Moderna (1492-1800 d.c)
Siglos Oscuros (s.XVI-XVII)
Los condes que siguieron a Lope Sánchez de Moscoso siguieron manteniendo una gran influencia en la zona durante las siguientes décadas.De estos condes podemos destacar en especial a Rodrigo de Moscoso que se consolidó como un noble poético.
Pero a partir del s.XVI la residencia de estos condes de trasladaría a Madrid,pasando sus propiedades gallegas a manos de otros nobles.Estas propiedades (entre las que se encuentra el Castillo de Altamira) serían poco a poco abandonadas,como resultado de la construción de pazos,siendo estos más cómodos (Trasouteiro,O Casal,etc)
Durante la Edad Moderna Brión quedó estructurado en torno a sus parroquias rurales, que pasaron a ser el eje de la vida social, económica y religiosa. La Iglesia mantuvo una fuerte influencia en el territorio, a través de monasterios próximos (Monasterio de Toxosoutos) y de la diócesis compostela.En el ámbito económico durante este largo periodo se consolidará la agricultura de subsistencia (trigo, maíz desde el s. XVII, centeno) y la ganadería. 
Arte Barroco y Neoclásico
Es en este periodo cúando comienzan a surgir nuevos estilos artísticos,como el barroco y el neoclásico.Estos estilos serían adoptados para reconstruir y reformar templos cristianos por todo Brión.Podemos destacar la Capilla da Virxe do Carmen y la Iglesia de Bastavales (en estilo barroco) y las fachadas de las iglesias de Ons y Luaña (en estilo neoclásico)

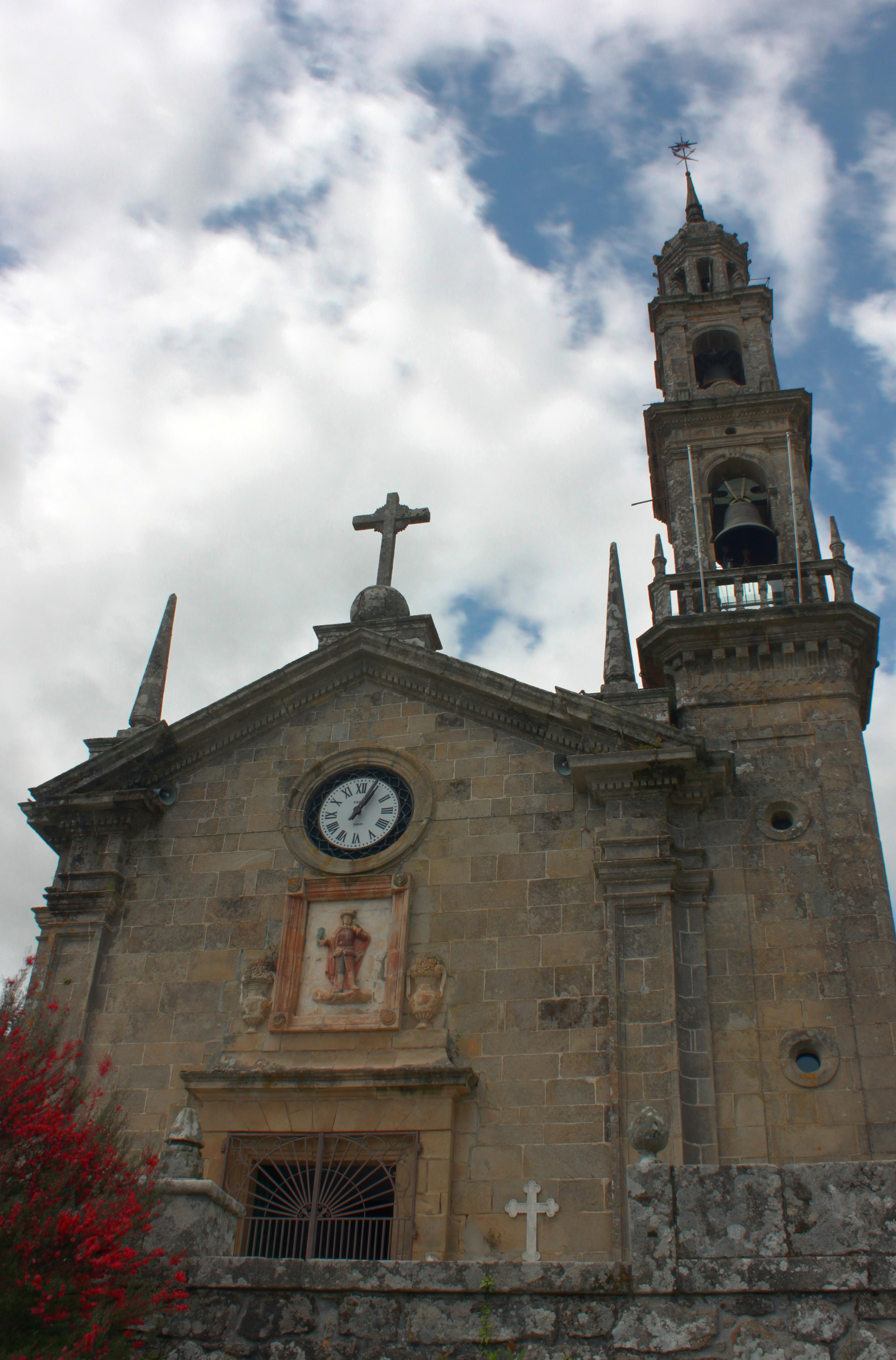
Iglesia de Bastavales (Barroco)
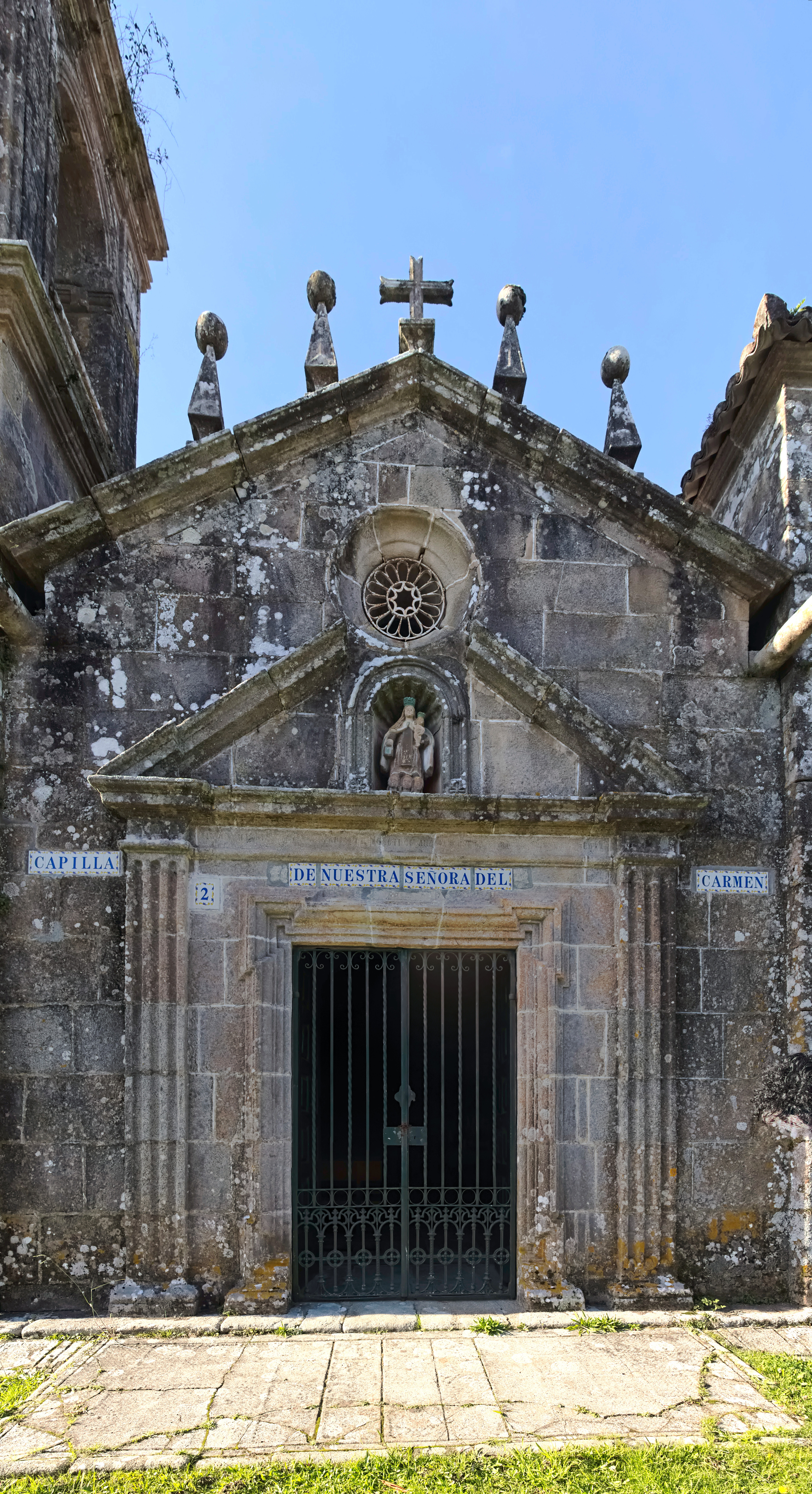
Capilla de la Virgen del Carmen (Barroco)
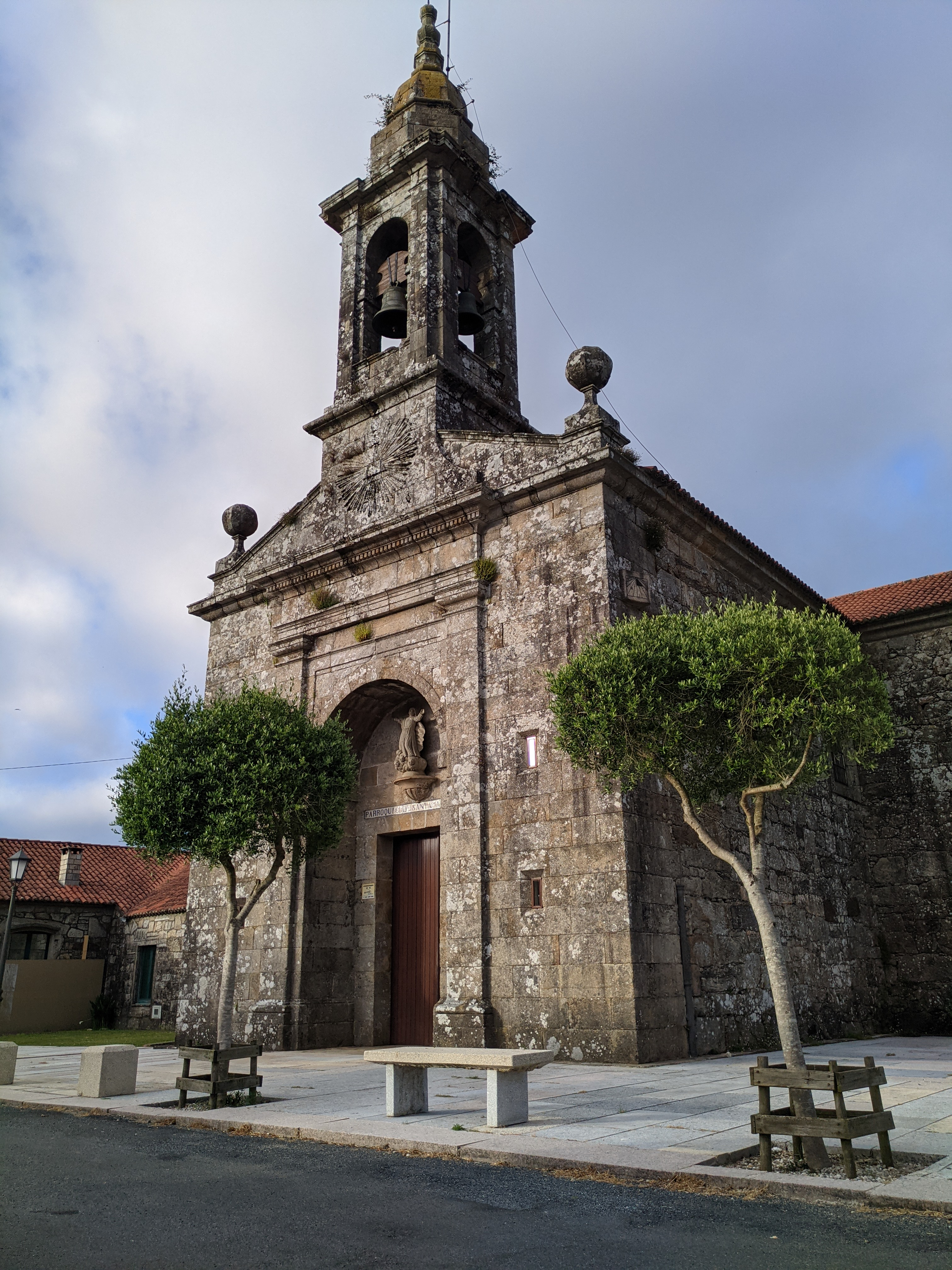
Fachada Iglesia de Ons (Neoclásico)
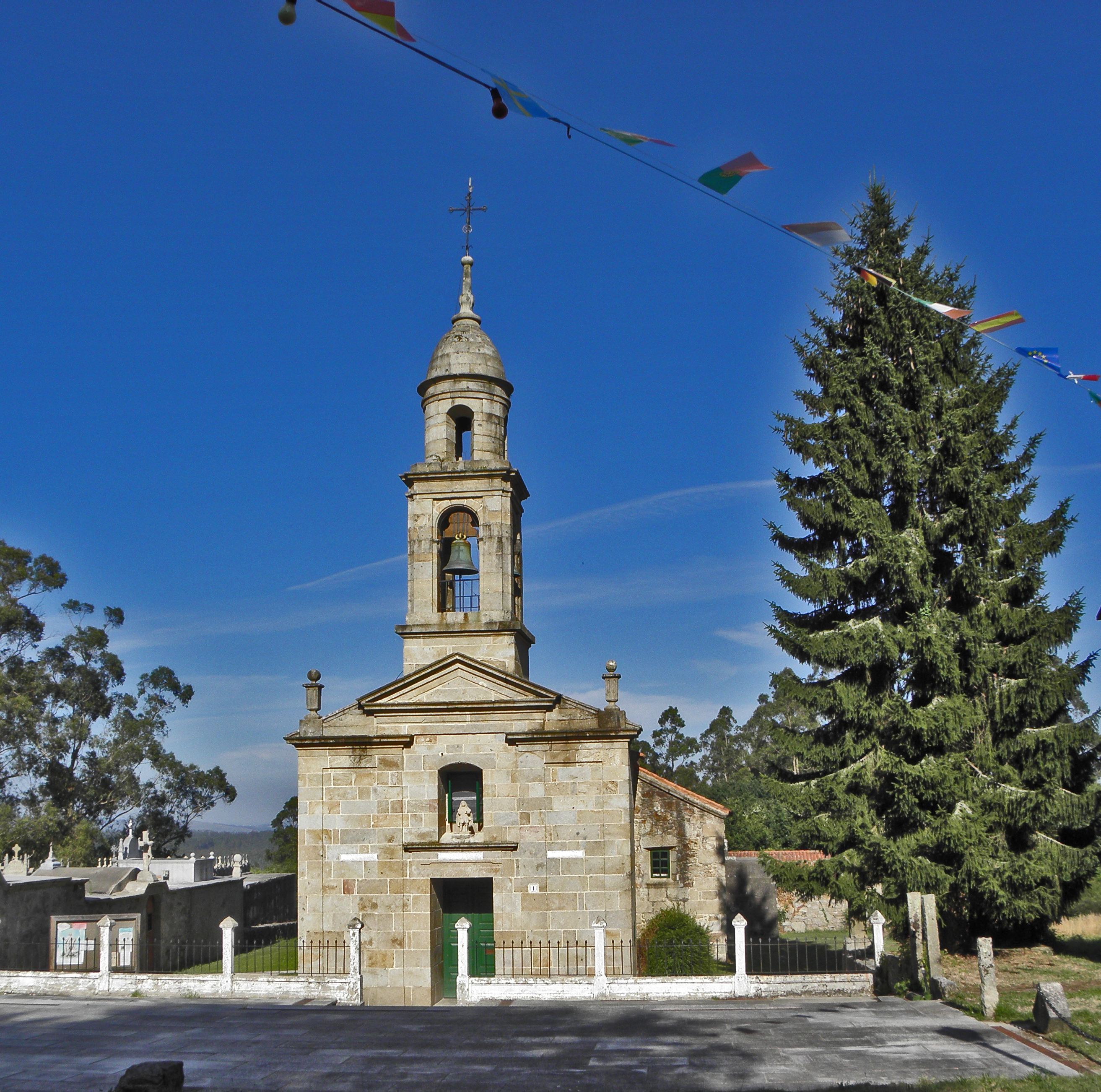
Fachada Iglesia de Luaña (Neoclásica)

Condes de Altamira-Familia Moscoso (s.XV-act)
Anexo " Listado Condes de Altamira"

### -Etapa contemporánea (1800-2000 d.c)
Siglo XIX
Siglo XX

## Toponimia

### Topónimos del municipio y parroquias.
El topónimo del municipio, "Brión" no hace referencia a su significado formal:"musgo que nace en la corteza de los árboles", sino que su origen se remonta a la cultura Celta, y significa "castro". Probablemente este nombre hace referencia al Castro de Brión (San Fins) o al Castro Lupario (Bastavales).
Bastavales: Tiene una etimología problemática,estudios sugieren que significaría "amplio valle ", pero la RAG reconoce su significado como: "lugar donde pasta el ganado vacuno".
San Salvador de Bastavales: Figura como "San Salvador de Bastavalillos", un diminutivo para evitar confusiones con Bastavales. 
Boullón: Debe su nombre a un hidrónimo prerromano que significaría "sitio donde nace agua burbujeante". 
Cornanda: Este topónimo tiene origen prerromano, haría referencia al hecho de que la parroquia está situada en una elevación.
A Luaña: Es un topónimo prerromano que estaría relacionado con las aguas y las corrientes.
Santa María dos Ánxeles: Es un caso de retoponimización de nombres, llevado a cabo por el arzobispo compostelano Don Francisco Blanco a finales del siglo XVI.Su nombre original era Pérros.

### La Retoponimización de Los Ángeles
La parroquia más poblada del municipio hasta finales del siglo XVI, se llamó Santa María de Pérros, cuando fue cambiado su nombre por Santa María de Los Ángeles, que es la denominación actual. Este cambio tendría mucho que ver con la imposición del idioma castellano en aquellos tiempos en los dominios españoles [cita requerida] y lo malsonante de que una parroquia se llamase "Perro"[cita requerida]. Al proceder del castellano, "Los Ángeles", explicaría su forma "Os Ánxeles" [cita requerida] y no "Os Ánxos" que es la traducción correcta al gallego.
Otras tres parroquias más de Galicia; Santa María de Malos, 1573 (Mellid), Santa María de Pérros, 1574 (Boimorto) y San Mamede de (probablemente) Cans (Oroso), 1579, cambiaron su nombre por "Los Ángeles" en la época.
Estos cambios; que en el caso de Brión se produjo durante el gobierno del arzobispo Don Francisco Blanco (1574-1581); debieron ser hechos por los obispos de las parroquias en cuestión, ya que en esto tenían competencias y se hicieron próximos al Concilio de Trento; finalizado la década anterior; que no mandó revisar la toponimia pero si precisó incrementar el culto a la Virgen. Otro indicativo de esto fue que solo mudó el nombre de las parroquias y no de aldeas, lugares o regueros, permaneciendo hasta nuestros días en la zona la aldea de Pérros así como en las tres restantes parroquias aldeas con sus antiguos nombres.
Sin embargo su nombre primitivo nada tenía de ofensivo, o discriminatorio para sus habitantes. En el caso de Brión, "Pérros", nada tiene que ver con el animal, ya que se supone relacionado con topónimos Gallegos existentes actualmente: Parra, Perrá, Perrelo, Perrón, Perrol..., sino que tiene un origen prerromano que significaría "marco de piedra para delimitar jurisdicciones"; o quizás deriva del onomástico latino Petrus, el celta Perrus (ambos Pedro) o el griego Pirros, que se refiere al color rojo del fuego o a las personas pelirrojas.
Xosé M. Lesmas precisa que "lo más probable es que sea topónimo celta, quizás relacionado con "piedra de color rojo",  ya que en el norte de la Bretaña Francesa existe la población y municipio de Perros-Guirec (Perroz-Gireg en bretón), en la Côte du Granit Rose (Costa del Granito Rosa), caracterizada por piedras rojizas que también existen por toda Galicia.

## Santa Minia (Patrona)

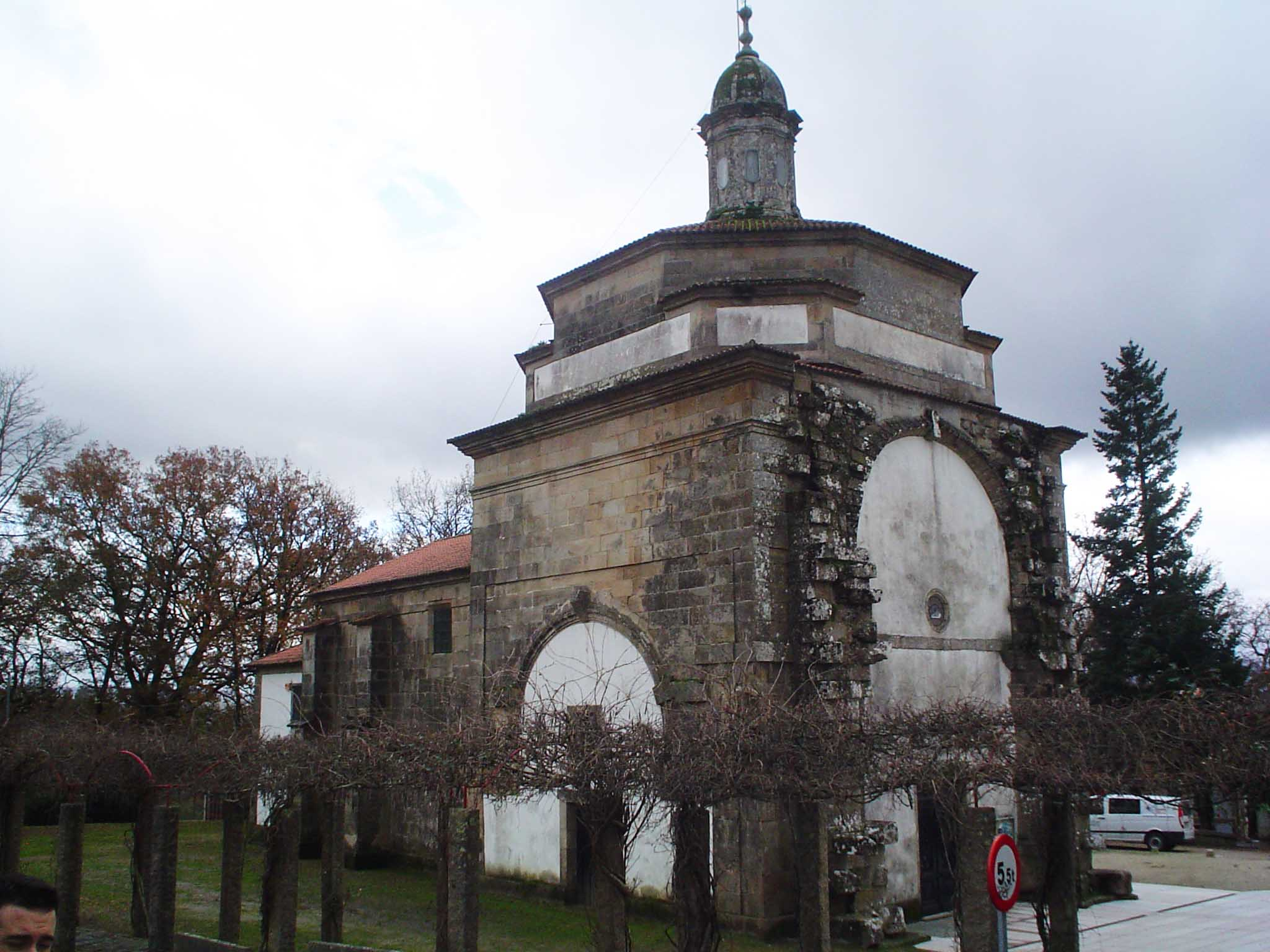
Capilla de Santa Minia.

En la localidad-capital de Pedrouzos, se encuentra el templo cristiano más importante del municipio la "Capela de Santa Minia". Cientos de fieles de la zona y alrededores acuden en procesión a visitar a la Santa, desde los días anteriores a su celebración, que se realiza todos los 27 de septiembre, con el nombre de "Romería de Santa Minia".
La Romería de Santa Minia se celebra en la Carballeira de Pedrouzos, al lado del templo de Santa Minia. La festividad presenta actividades muy variadas: misas dedicadas a la santa (donde es tradición comprar velas con forma de pies y manos), espectáculos de música folclórica o de grandes orquestas, atracciones varias y un hermoso espectáculo de fuegos artificiales (que se realiza en la víspera del 27 de septiembre).

En el apartado gastronómico destaca el pulpo a la gallega, el churrasco, las rosquillas, los churros o la célebre conca de viño galego. En 2024 las fiestas de Santa Minia estuvieron a punto de ser consideradas como "Fiesta de Interés de Galicia", logrando 1.200 firmas.

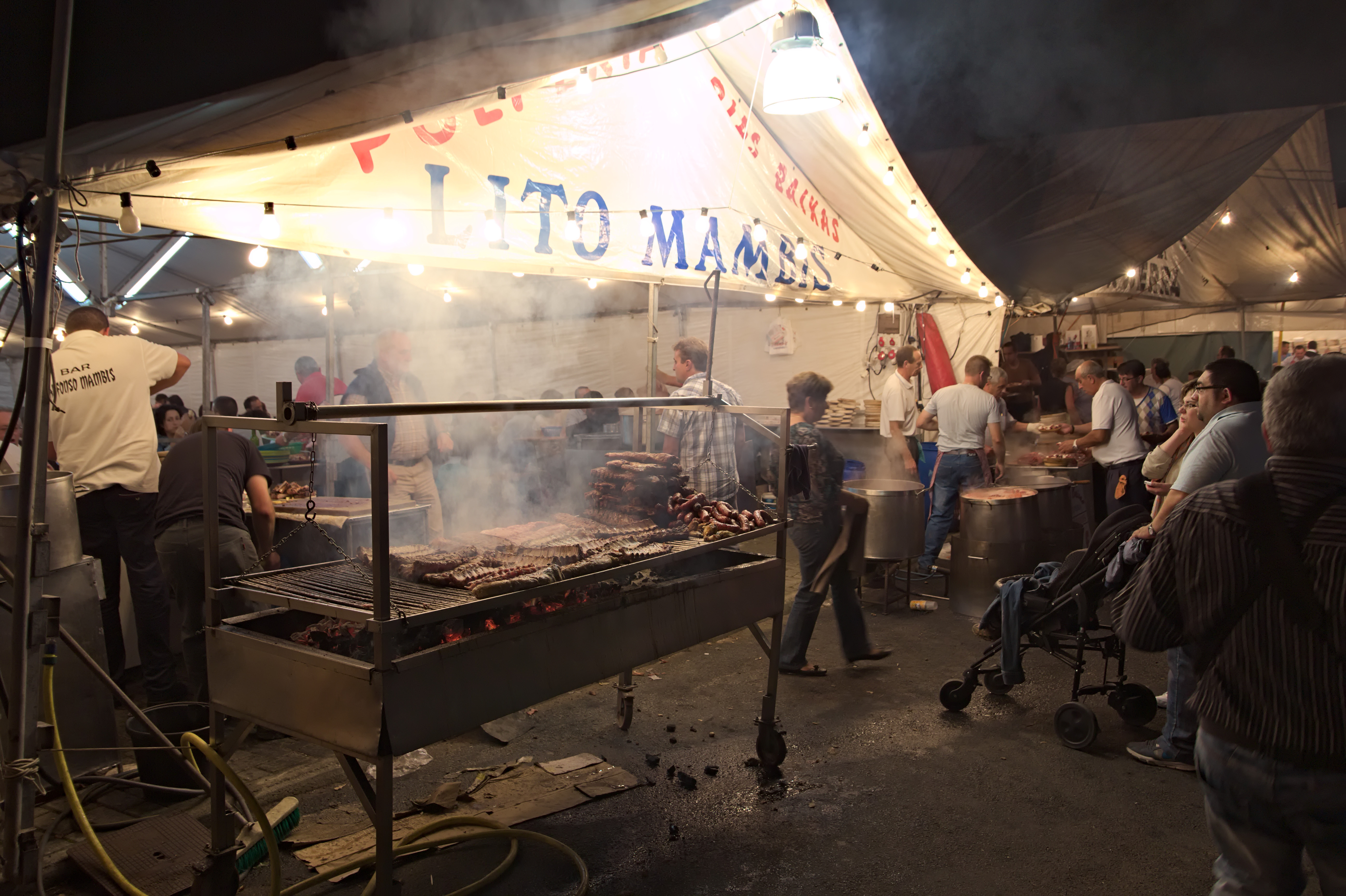
Pulperías en la Romería
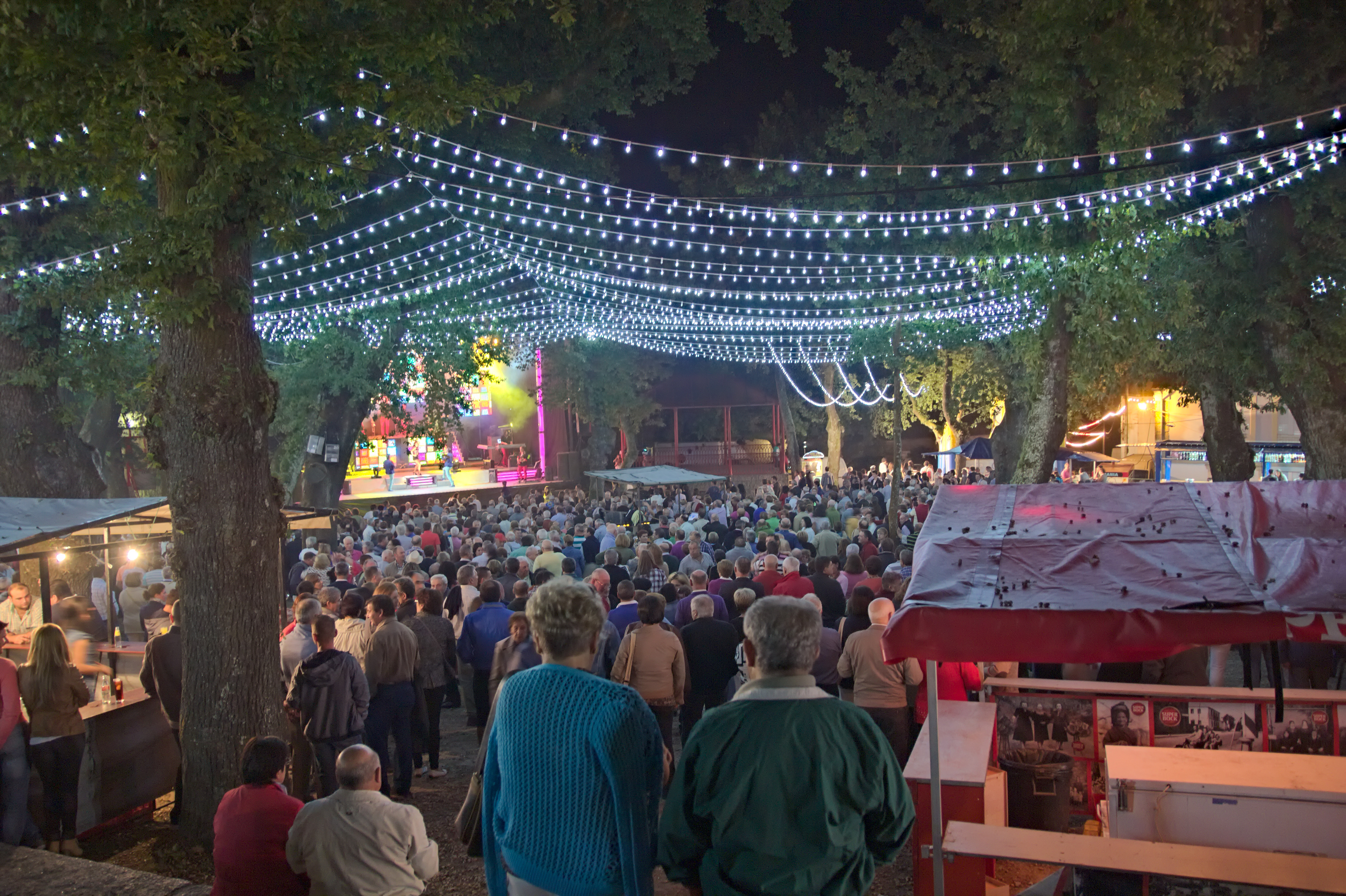
Romería de Santa Minia
Fuegos de Santa Minia
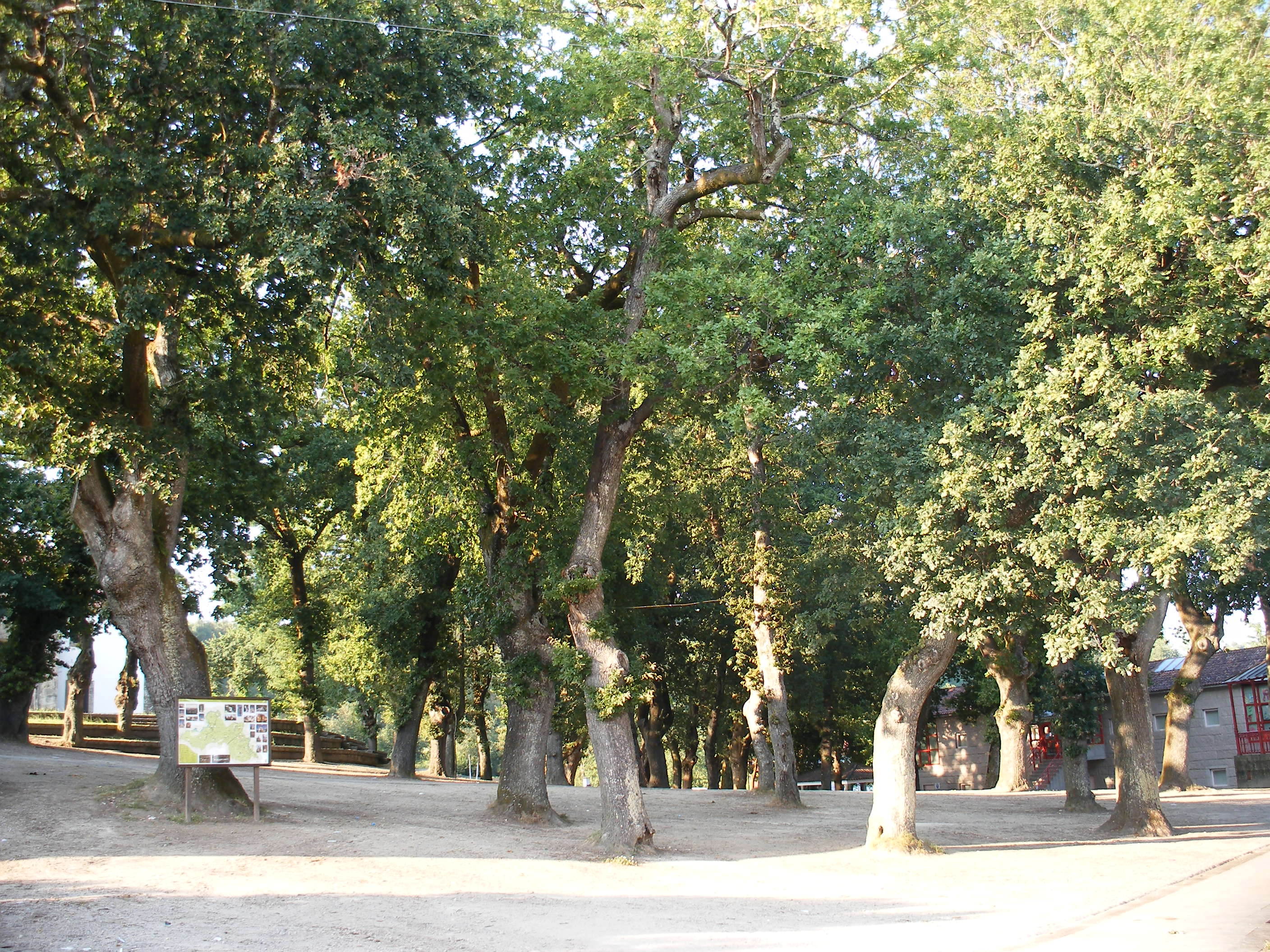
Carballeira de Pedrouzos
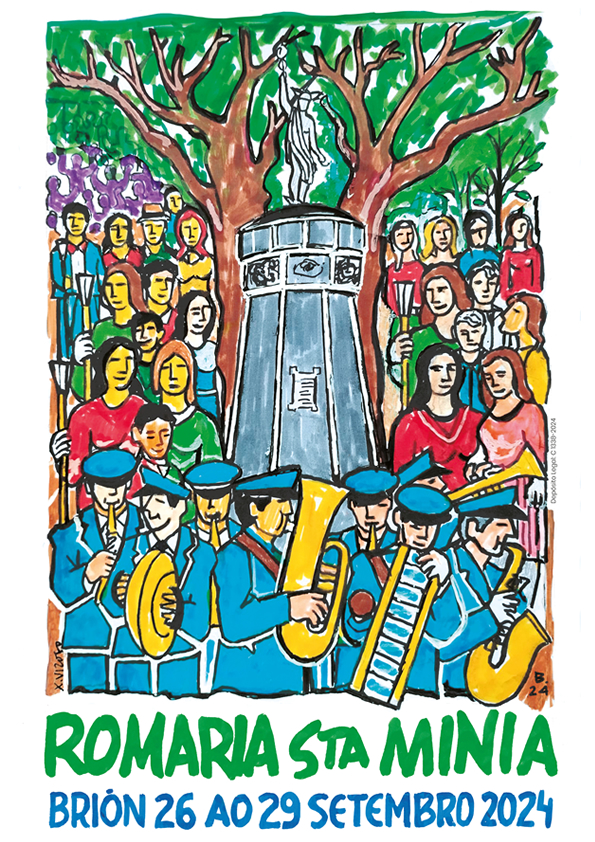
Romería de Santa Minia

### Historia de Santa Minia

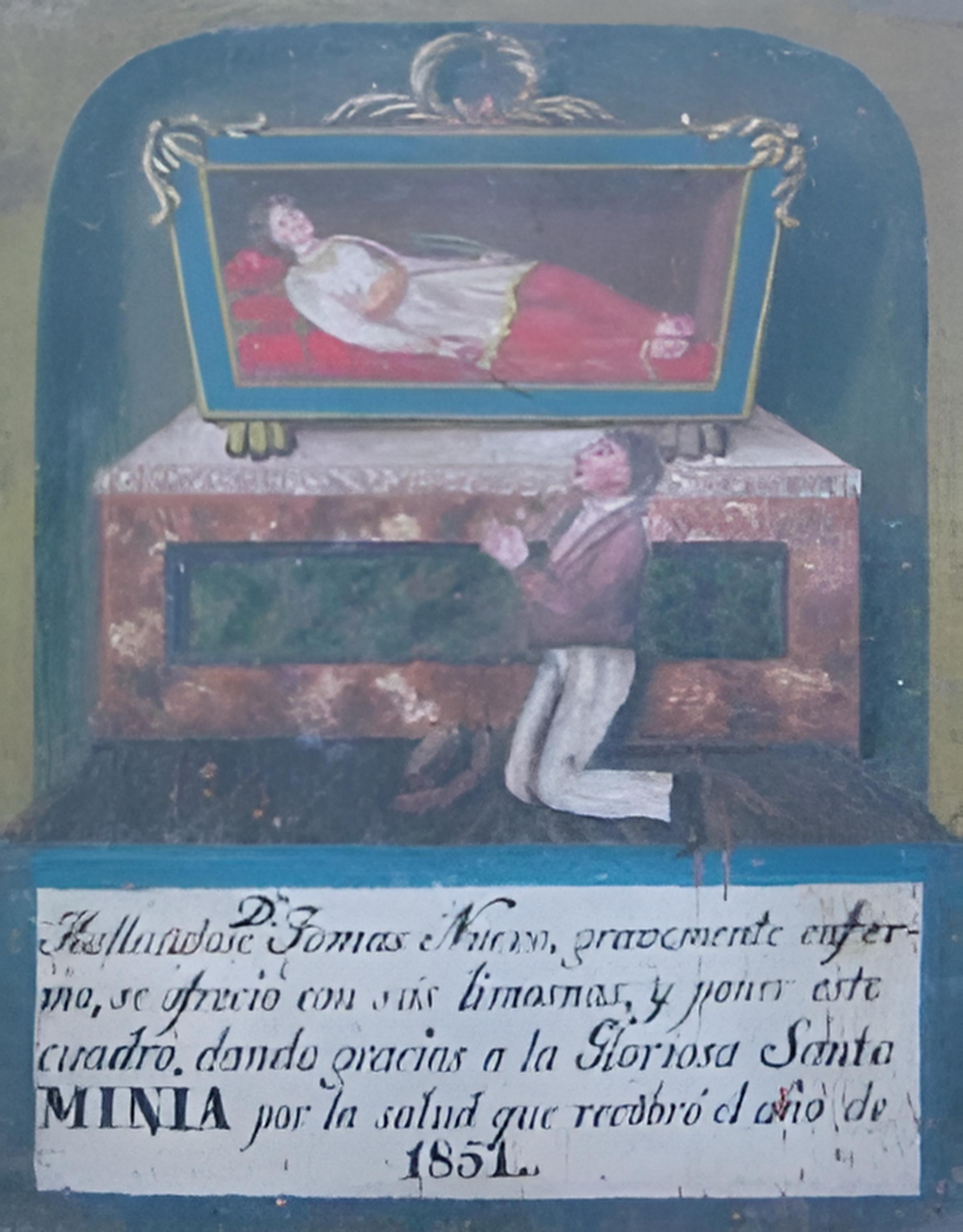
Gravado Santa Minia 1851

De la vida de Santa Minia no se sabe nada, como sucede con la mayoría de los restos de supuestos santos extraídos de catacumbas romanas. La hagiografía fue recreada posteriormente, adjudicándole un año de nacimiento, el 347, nombre de padres, Canuto y Feliciana, y su martirio, a comienzos del siglo IV, por la persecución del Emperador Juliano el Apóstata por un presidente llamado Fausto. Sus restos se conservaron en la catacumba de Santa Inés de dicha ciudad hasta que fueron extraídas junto con la lápida de mármol que la cerraba, por orden del Papa Pío VII, el 17 de abril de 1783, según consta en los registros del Vaticano de sagradas reliquias en el volumen 14, folio 44 y donadas en 1804 al Señor D. Juan Francisco Arieta, que las entregó a un rico comerciante gaditano de loterías llamado Tomás Anduaga, el cual tenía en el oratorio de su casa los restos de la Santa donde recibió pública veneración durante cuarenta años. Está recostada dentro de una urna, y tiene una lápida con el nombre de: <<Minia in sono pacis>> (Minia en sueño de paz). Cuando falleció este, sin herederos, el oratorio se cerró y fue dada la urna en herencia por última voluntad del susodicho finado al vecino brionés Luis Tobio, nacido el 1 de septiembre de 1781 en el lugar de Lamiño, que vivía en Cádiz y era empleado del rico comerciante dueño de las reliquias. Urna que la trajo consigo en barco hasta el puerto de Vigo el uno de agosto de 1848 y la llevó de vuelta a Brión. El arzobispo de Santiago Fr. Rafael de Vélez, autorizó su culto y dio indulgencias a sus fieles.

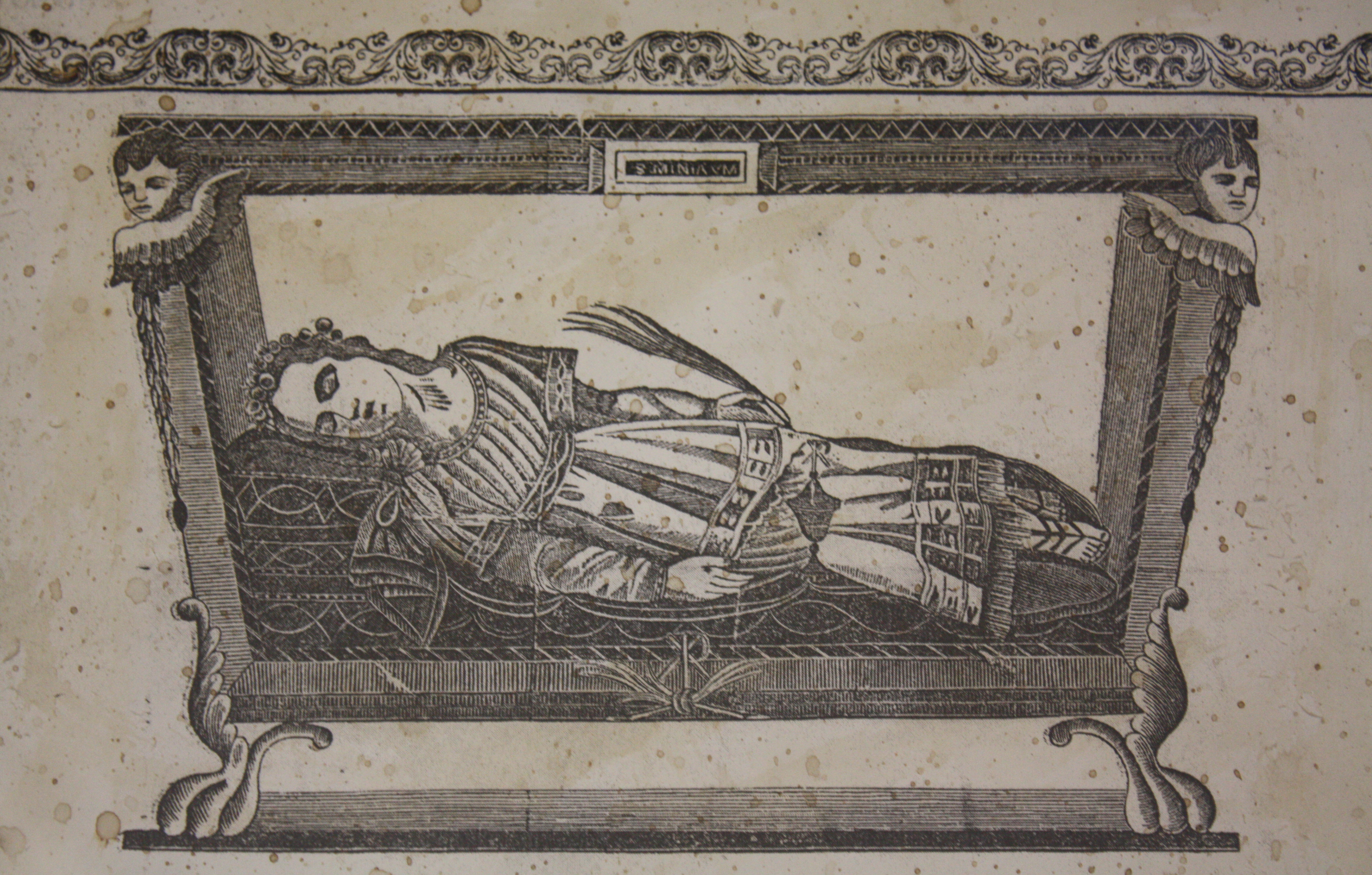
Gravado con la imagen de Santa Minia, martirizada en el año 362, tal como se venera en la iglesia de San Fix de Brión (c. 1875, Museo del Pueblo Gallego-Monasterio de San Domingos de Bonaval, Santiago de Compostela)

El 23 de junio de 1849 fue manda construir una iglesia, que en la actualidad está inconclusa, por orden del arzobispo, en el lugar de Pedrouzos para albergarla. Para su construcción se utilizaron piedras y sillares procedentes del cercano castillo brionés, llamado Torres de Altamira.
En el año 1900, la escritora gallega, Emilia Pardo Bazán incluyó en su cuento "Un destripador de antaño", la descripción de la imagen de la Santa.

## Patrimonio

### Arquitectura religiosa
Gloria Gende, en su obra “El arte religioso en la Mahía”, destaca que a finales del siglo XVII y en el XVIII se llevó a cabo una intensa actividad arquitectónica en la región de Maía; cuyo resultado son los templos actuales. Este fervor constructivo en la zona coincide con el establecimiento de la Casa de los Borbones en España y un importante auge económico, fruto de las reformas aplicadas en la agricultura, el comercio y la ganadería. Además de esto, el apoyo financiero del Cabildo catedralicio y de los monjes benedictinos de San Martiño Pinario y San Justo de Toxosoutos provocó la reconstrucción de algunos de los templos medievales y la construcción de otros nuevos, lo que dejó un hermoso paisaje barroco y neoclásico en la mayoría de nuestras iglesias:
- La iglesia de San Fins de Brión:  De planta de cruz latina y una sola nave abovedada, con una sencilla fachada de puerta con aleros y un retablo mayor.
- La capilla de Santa Minia: Santuario del siglo XIX, que guarda los restos de la mártir Santa Minia, de las catacumbas de Santa Inés en Roma. Consta de planta rectangular, que es la capilla mayor, interrumpida por la cruz inacabada. Faltan las capillas laterales del crucero, la nave, la fachada y el campanario.
- La iglesia de Cornanda: Del siglo XVII, de planta rectangular, fachada sencilla con campanario donde descansan las dos campanas. Retablo mayor con dos cuerpos, columnas salomónicas y las diferentes imágenes de la Virgen y San Antonio de Padua.
- La iglesia de Viceso : Tiene planta de cruz latina, cubierta con bóveda de cañón, destacando su fachada sobre la que se levanta el campanario. En el interior, encontramos un retablo de estilo neoclásico de tres bandas.
- San Julián de la Luaña: Iglesia que es la mayor muestra de obra románica conservada en el municipio, concretamente todo el presbiterio, de planta rectangular y arco triunfal semicircular. En su interior encontramos pinturas de estilo gótico, pero realizadas a principios del siglo XVI, con escenas de la pasión de Cristo. Estas pinturas estuvieron ocultas durante muchos años junto al altar y fueron redescubiertas en un proceso de restauración del complejo.
- La iglesia de Ons: De planta rectangular y estilo neoclásico, de una sola nave con presbiterio casi cuadrado. Destaca el retablo mayor, tallado en 1789 y realizado en piedra. La representación principal es la Asunción de la Virgen.
- Santa María dos Ánxeles: Iglesia barroca de planta de cruz latina, con imponente bóveda canónica que cubre la única nave. Cuenta con retablos, especialmente el altar mayor, de estilo neoclásico. También es destacable la cruz de la cumbre que preside el presbiterio, procedente de un antiguo templo.
- La iglesia de San Julián de Bastavales: Iglesia de planta de cruz latina y de una sola nave con bóveda de cañón. Fachada de un solo cuerpo, de orden toscano, con puerta lisa de estilo neoclásico. Sobre él un relieve con la imagen del santo patrón, San Xiao. Es la única iglesia del municipio que orienta su fachada principal hacia el sol naciente.
- Iglesia de Boullón:De finales del siglo XVII y principios del XVIII, de planta rectangular y fachada coronada por un campanario con dos campanas. Sólo conserva los dos retablos laterales similares, con un estilo enmarcado entre el barroco y el rococó.

La lista de templos religiosos se completa con el conjunto de capillas de las diferentes parroquias, la capilla de Guadalupe en O Tremo, con un entorno exterior en forma de cruz y una fuente en homenaje a Vicente Ramos, ilustre benefactor. La capilla de San Salvador, con la cruz al lado, los restos de la capilla de San Clemente en Brión, con la cruz también en ruinas y la fuente del santo. La preciosa capilla del Carmelo, en Bastavales, que parece más bien una pequeña iglesia, con campanario, bóveda y cúpula en el crucero.

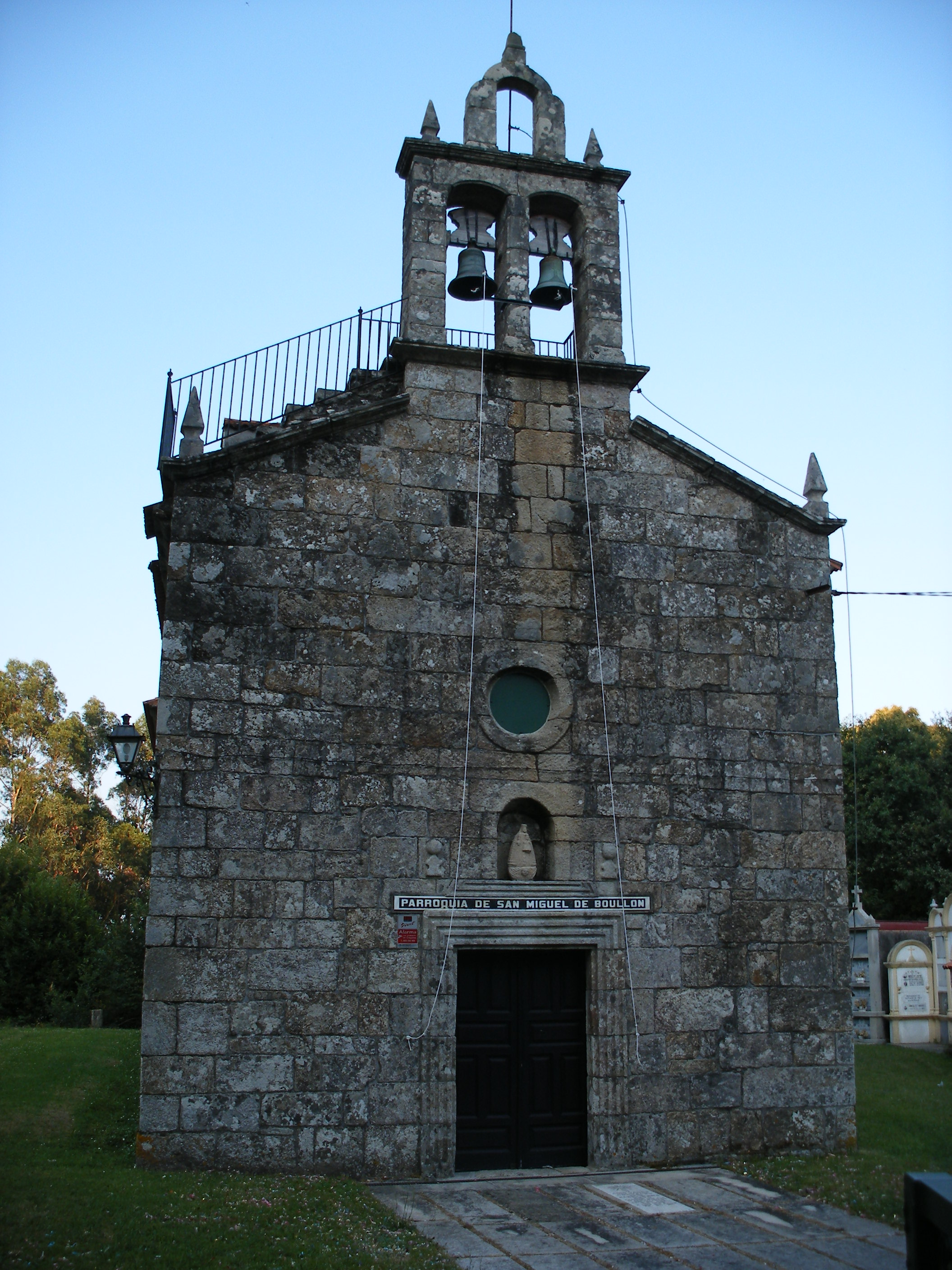
Boullón
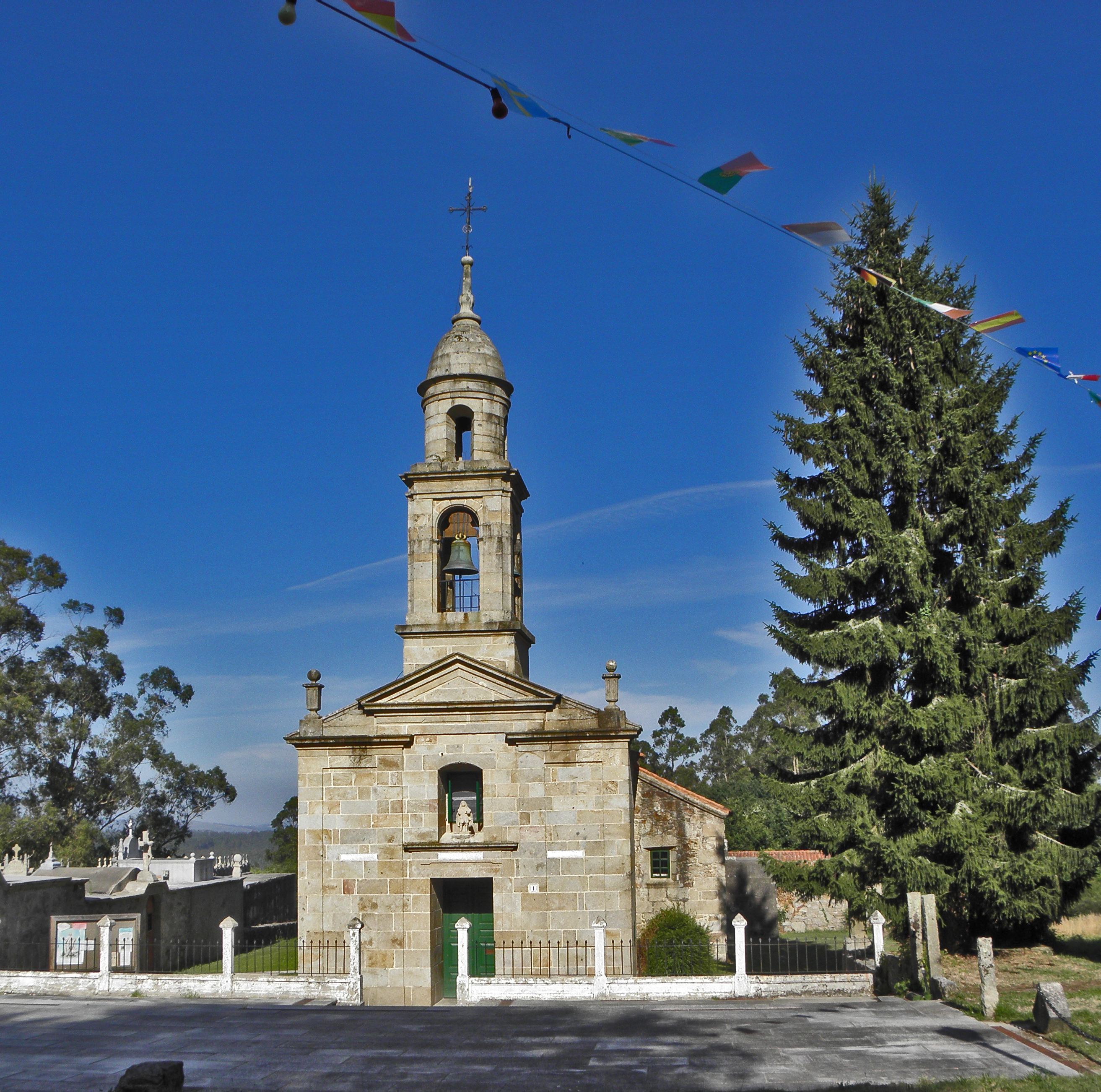
Luaña
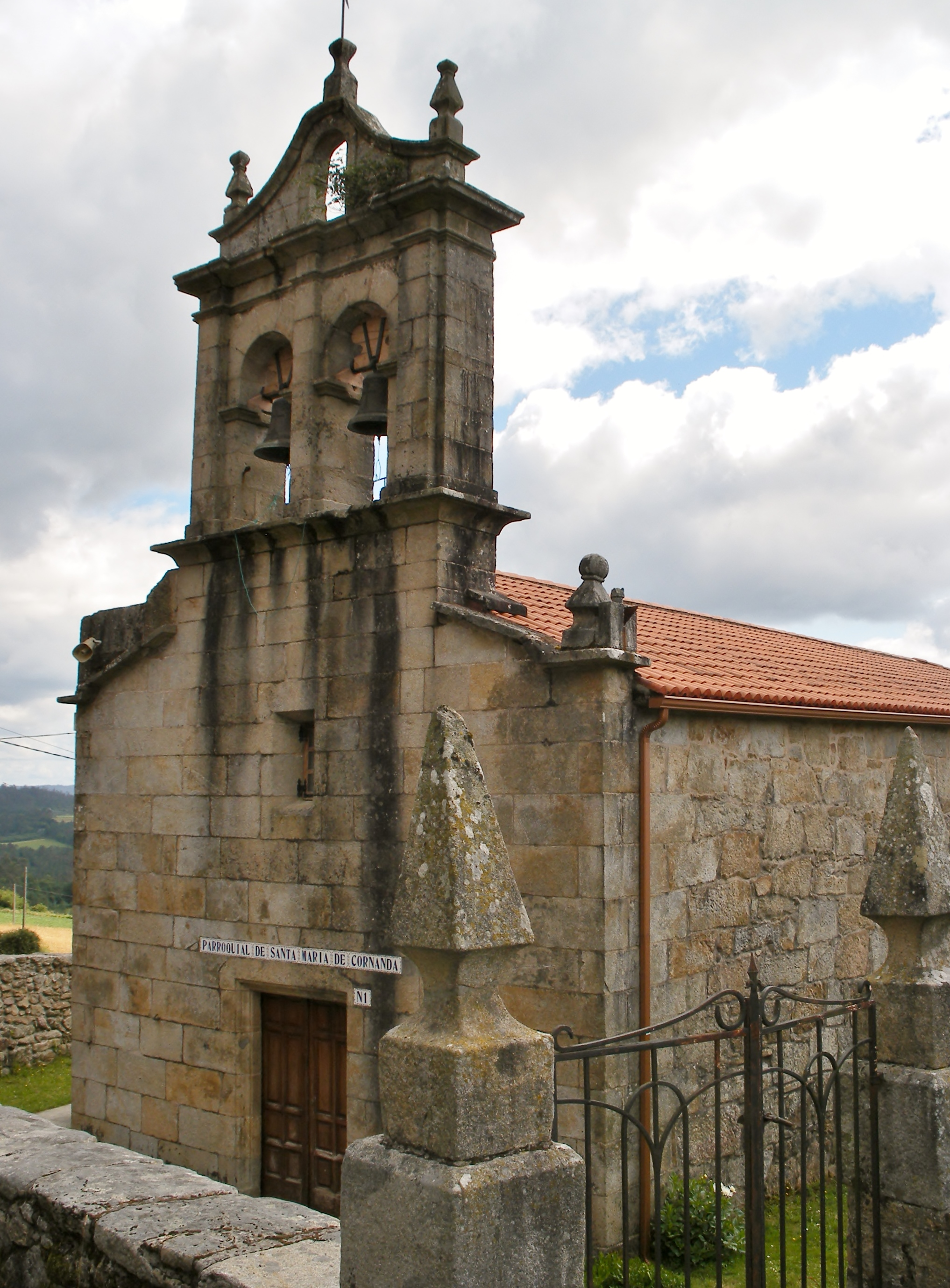
Cornanda
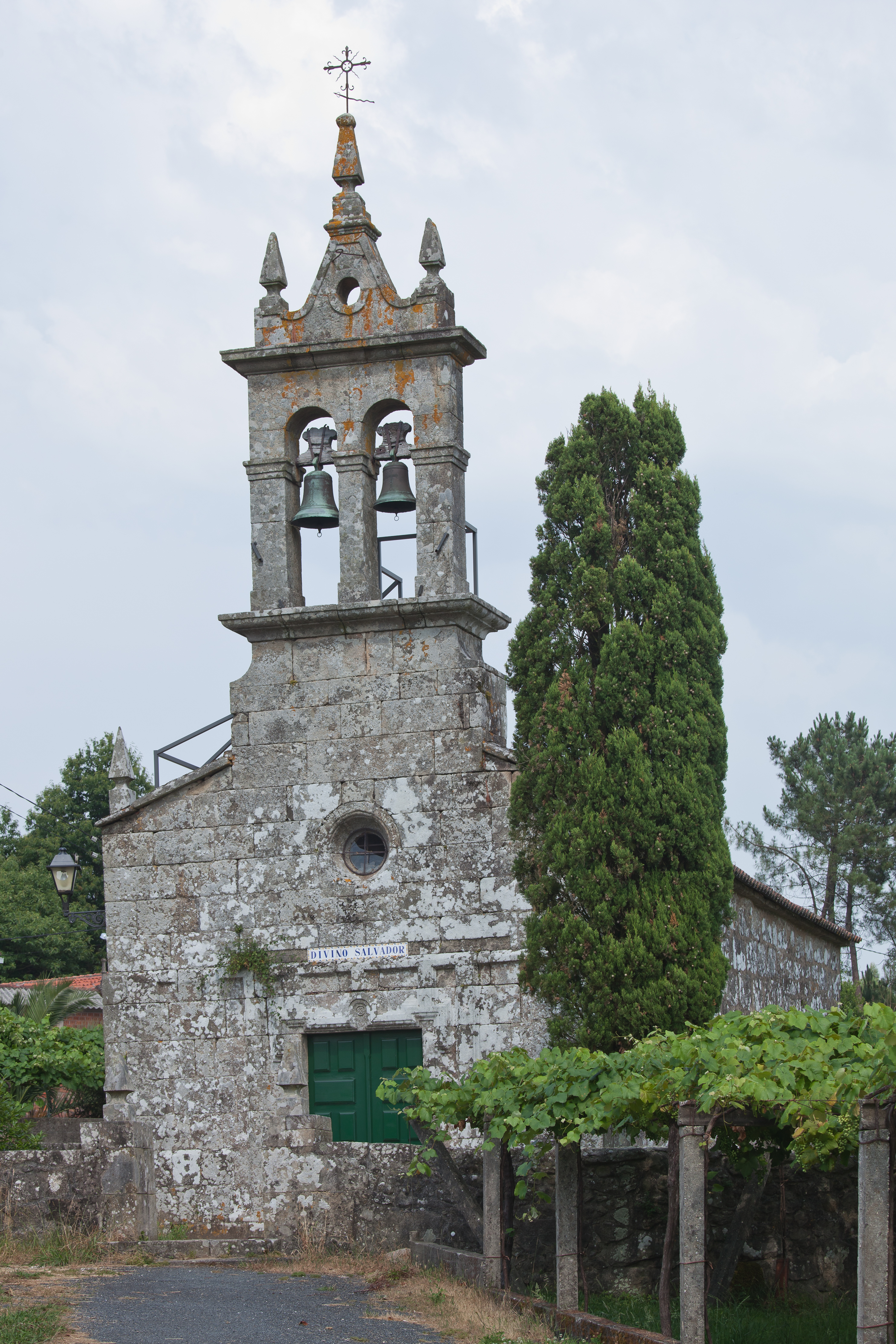
San Salvador de Bastavales
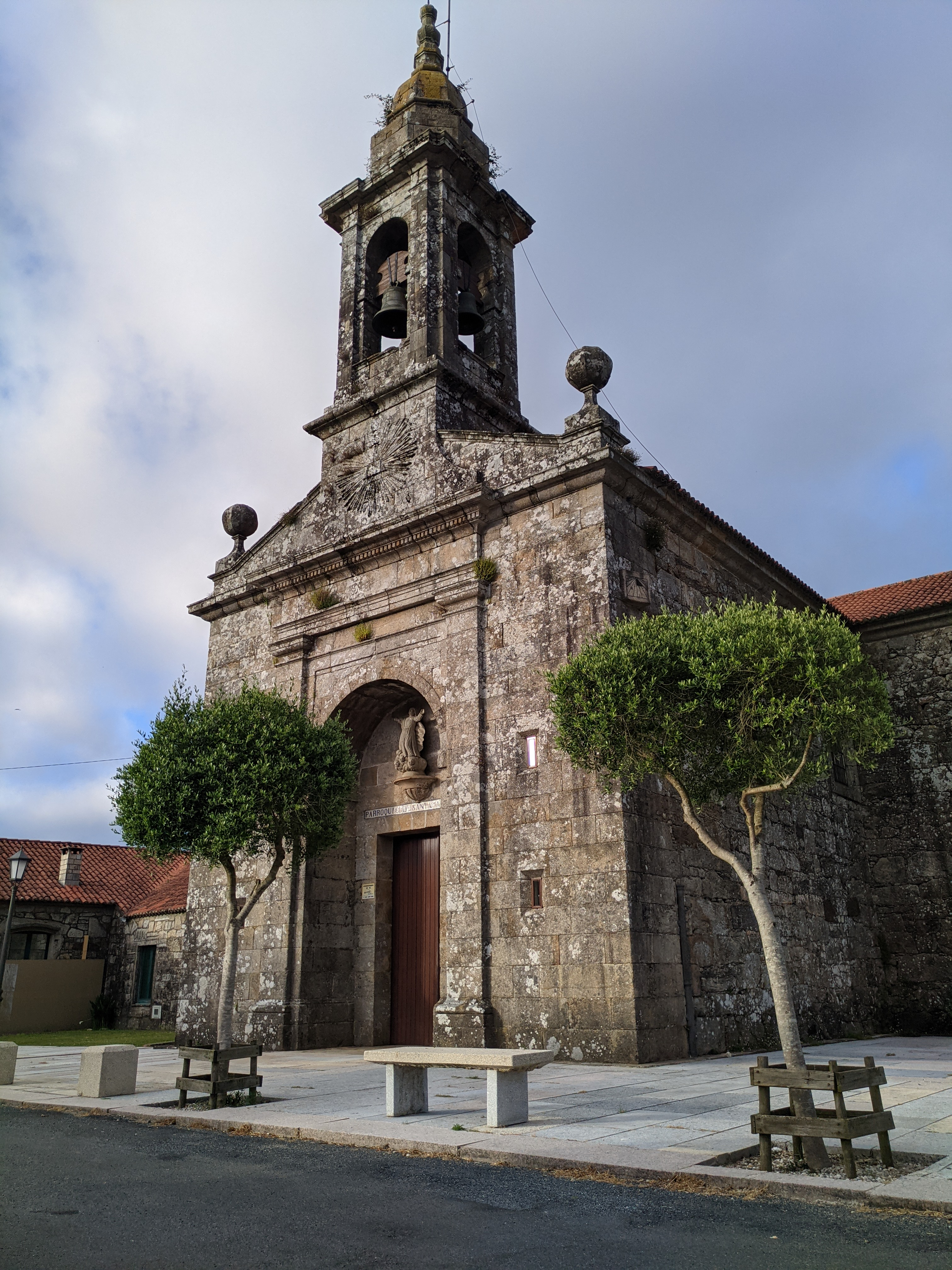
Ons
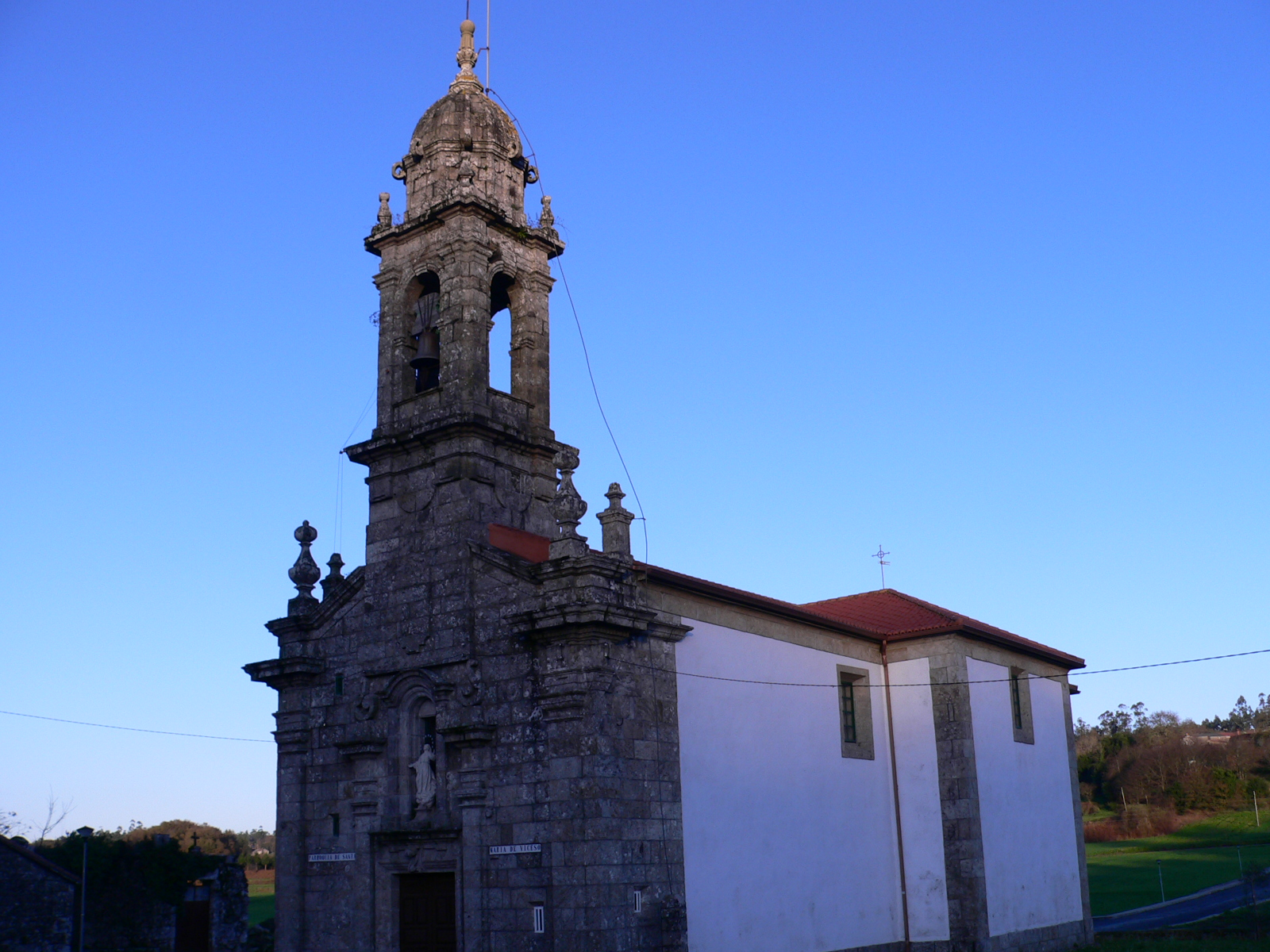
Viceso
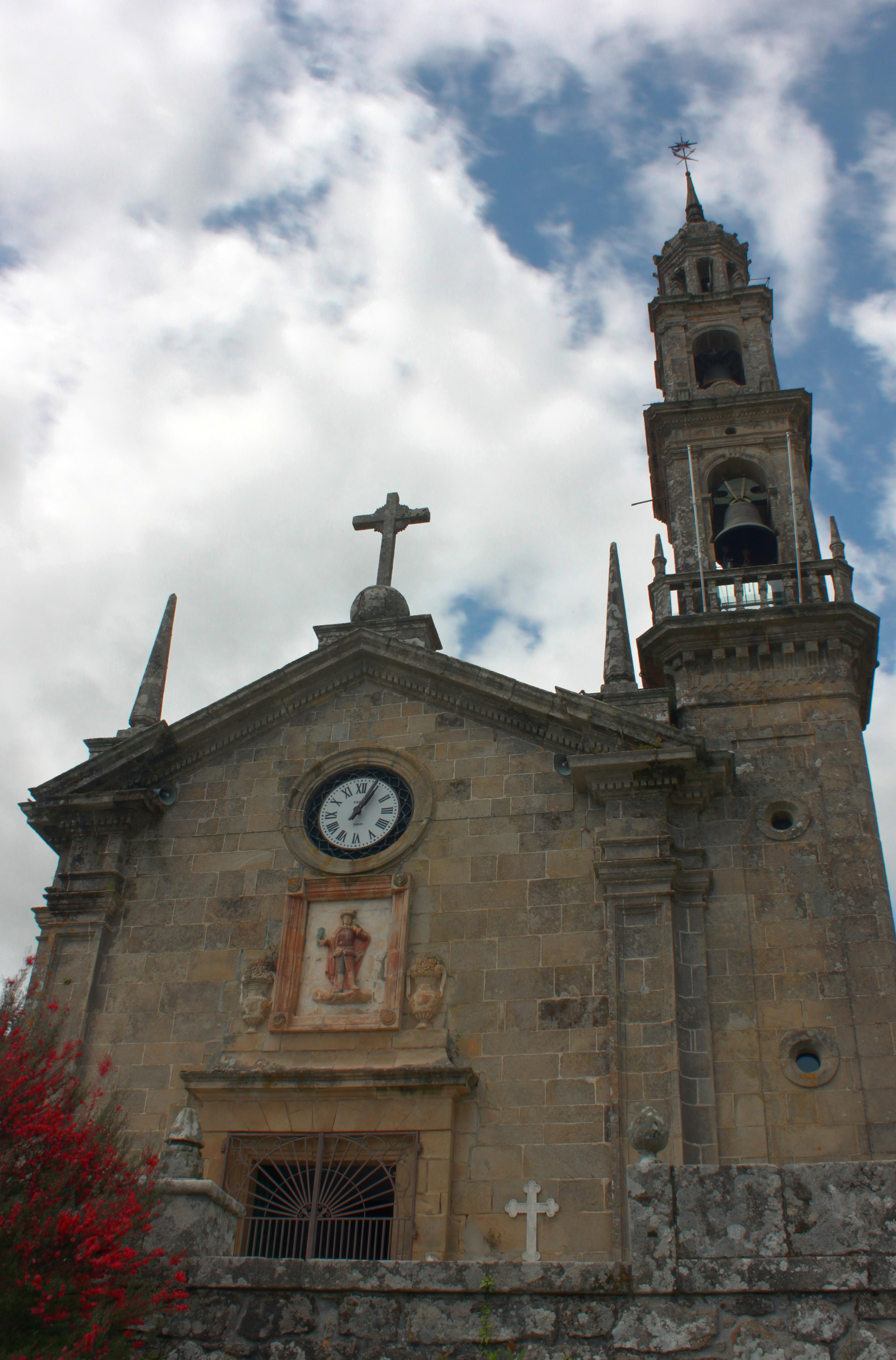
Bastavales

### Arquitectura civil

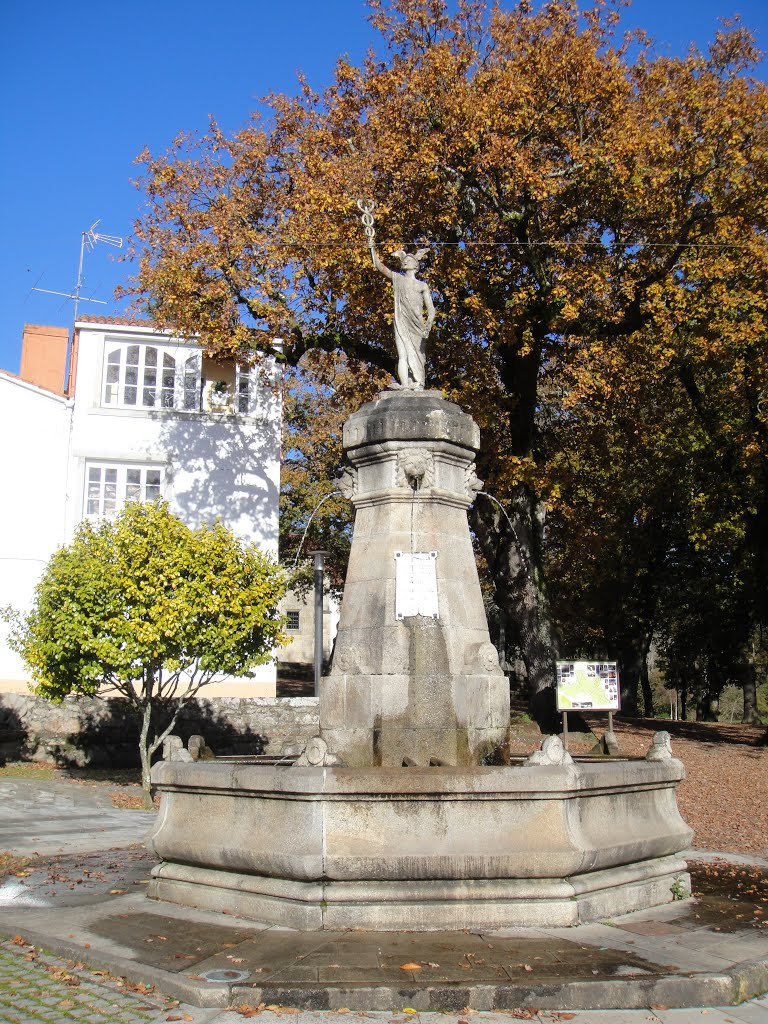
Fonte de Hermes

- Fonte de HermesPazo do Armental: En la parroquia de los Ánxeles.Un pazo de grandes dimensiones con una edificación en forma de “L”, unido a otras dependencias auxiliares con una pasarela de cantería y balaustrada de acceso a una solana, todo sobre una estructura de piedra en la que se abre un arco rebajado de paso. Posee un altar cubierto con funciones de capilla. Su origen se remonta al siglo XVIII, con escudos de los Mariño, cuatro relojes de sol sobre ménsulas, fuentes ornamentales, crucero, jardín, lagar y lar.
- Pazo do Armesto: En Salaño Pequeño-Ons. Consta de dos bloques edificados en “L” a dos planta. Techo a cuatro aguas y muros de perpiaño labrado. Se disponen el pazo alrededor de un patio recibidor, de forma rectangular, completado con una capilla también de planta rectangular con espadaña.
- Pazo de Casal:  Actualmente en estado ruinoso, solo conserva la estructura mural exterior de cantería, con planta rectangular alargada y dos alturas. En el interior encontramos el lar con tiro de la chimenea en cantería. El acceso al andar está elevado sobre un arco que da acceso a la capilla.Fonte de Adán y Eva

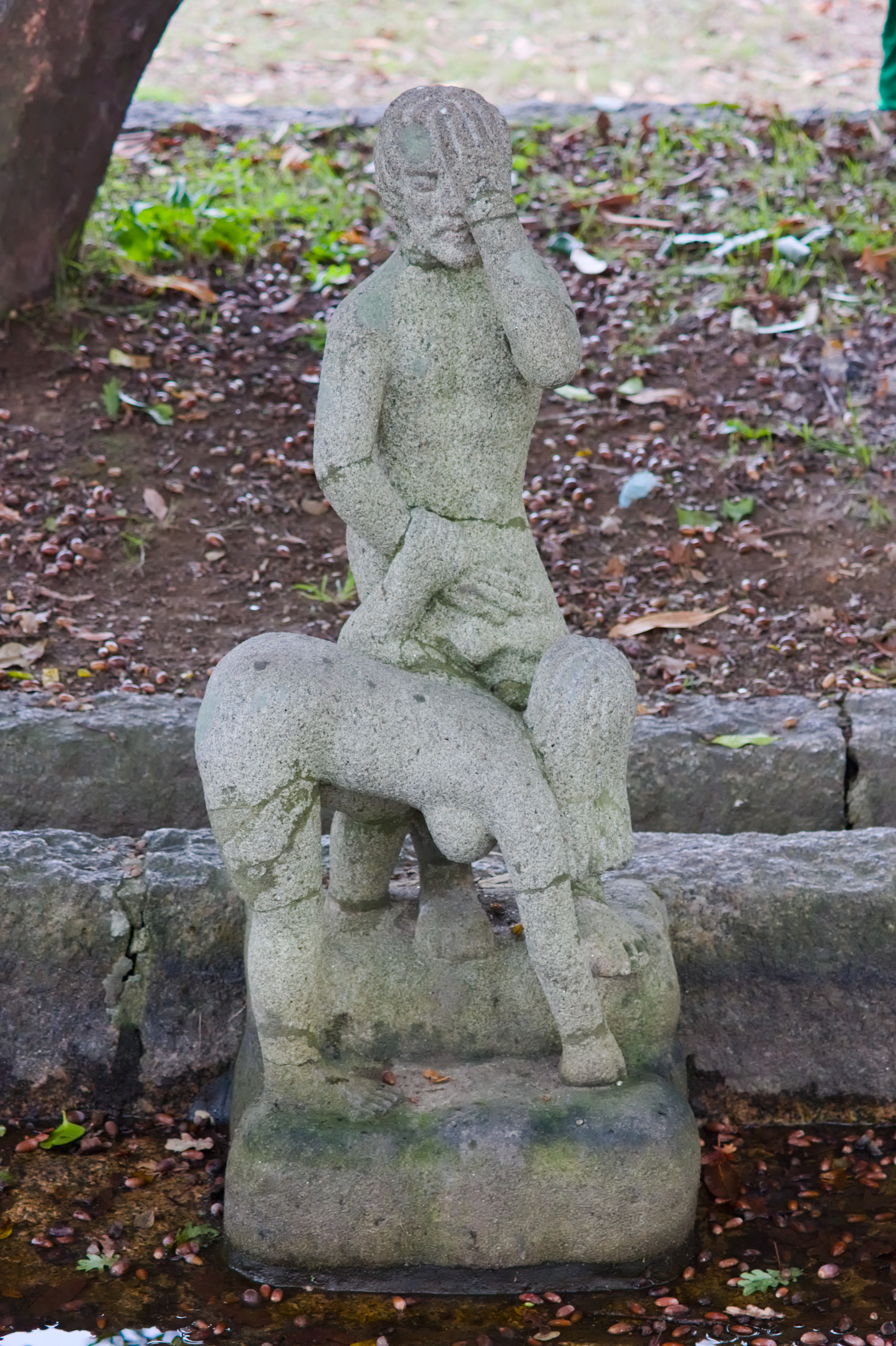
Fonte de Adán y Eva

- Pazo de Trasouteiro: Pazo de planta rectangular y desarrollo longitudinal donde uno de sus lados menores mira hacia el Valle de la Maía desde una terraza, con un petril bajo con una dependencia abovedada, a la que se accede por dos puertas con arcos de medio punto. En el jardín una fuente renacentista de la que solo quieta una parte, pues los dos cuerpos superiores fueron espoliados.

- Pazo de Guldrís: Como la mayoría de los pazos rurales de la zona se construyó con un volumen de dos plantas, con materiales y técnicas tradicionales, siendo conocido como Casa de Riazas. Las pocas referencias bibliográficas existentes comunican la mala conservación y las peores transformaciones sufridas a lo largo del tiempo, quedando recebado y encalado sin mantener la imagen de su inicial destino. Perteneció a la hidalguía gallega de los Galegos, Lamas y Sistallo, hasta que lo heredó Benigno Becerra, siendo hoy propiedad de particulares ajenos a aquellas familias.

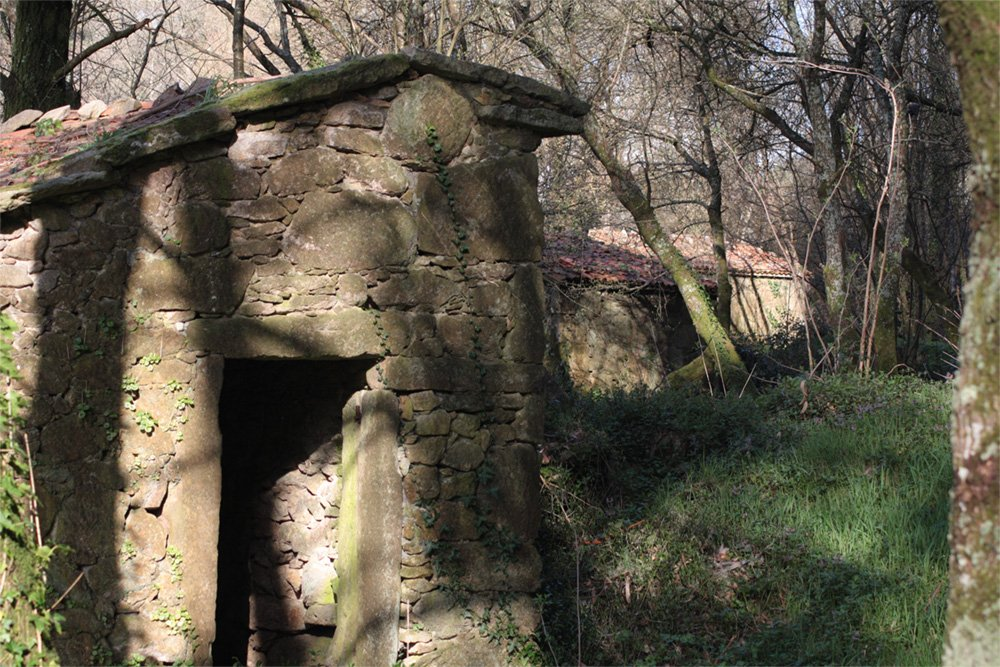
Muíños de Goiáns (Luaña)

- Fonte de Hermes: Fuente del año 1914 situada en las proximidades de la Carballeira de Santa Minia.

- Fonte de Adán y Eva:Fuente situada en la Carballeira de Santa Minia
- Cruceiros de Brión:Repartidos por todo el municipio
- Muíños de Brión:Molinos harineros,próximos a corrientes de agua.

## Alcaldía[20]
Xosé Luís García García, fue alcalde del Ayuntamiento de Brión de forma ininterrumpida desde las primeras elecciones democráticas, celebradas en 1979 hasta 2020. Inicialmente lo fue como independiente y a partir de las elecciones municipales de 2007 como cabeza de lista del PSdeG-PSOE, siendo reelegido como alcalde, hasta su retiro en el año 2020.
La corporación municipal en 2023 está compuesta por 13 concejales en la que el PSdeG-PSOE tenía la alcaldía con 6, seguido del PPdeG-PP, con cuatro, y el BNG, con tres.
- PSOE BRIÓN
- PP BRIÓN
- BNG BRIÓN

| PERIODO   | NOMBRE                  | PARTIDO    |
| --------- | ----------------------- | ---------- |
| 1979-1983 | Xose Luís García García | PSdeG-PSOE |
| 1983-1987 | Xose Luís García García | PSdeG-PSOE |
| 1987-1991 | Xose Luís García García | PSdeG-PSOE |
| 1991-1995 | Xose Luís García García | PSdeG-PSOE |
| 1995-1999 | Xose Luís García García | PSdeG-PSOE |
| 1999-2003 | Xose Luís García García | PSdeG-PSOE |
| 2003-2007 | Xose Luís García García | PSdeG-PSOE |
| 2007-2011 | Xose Luís García García | PSdeG-PSOE |
| 2011-2015 | Xose Luís García García | PSdeG-PSOE |
| 2015-2019 | Xose Luís García García | PSdeG-PSOE |
| 2019-2020 | Xose Luís García García | PSdeG-PSOE |
| 2020-2023 | Pablo Lago Sanmartín    | PSdeG-PSOE |
| 2023-act  | Pablo Lago Sanmartín    | PSdeG-PSOE |

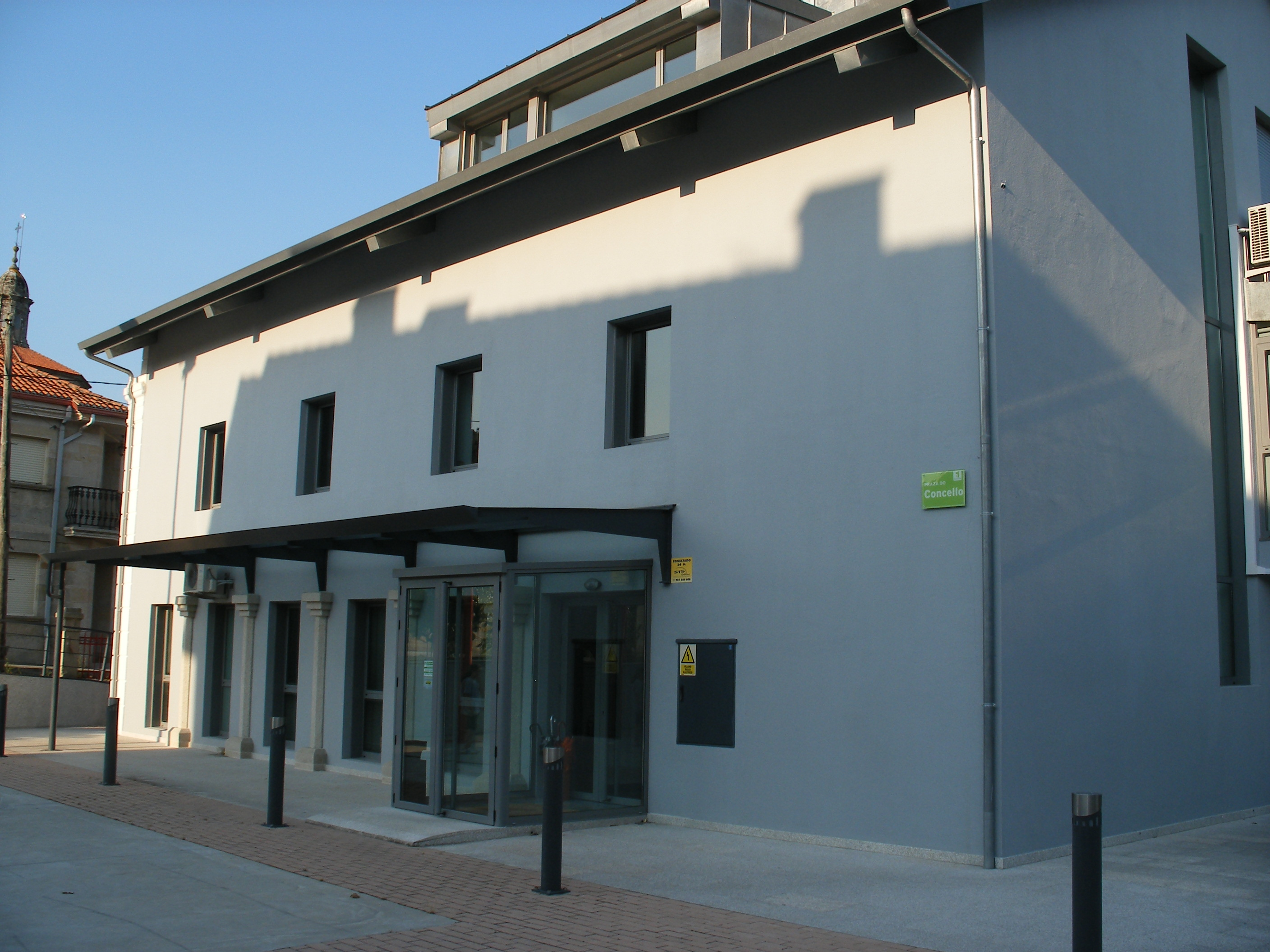
Ayuntamiento de Brión-Pedrouzos

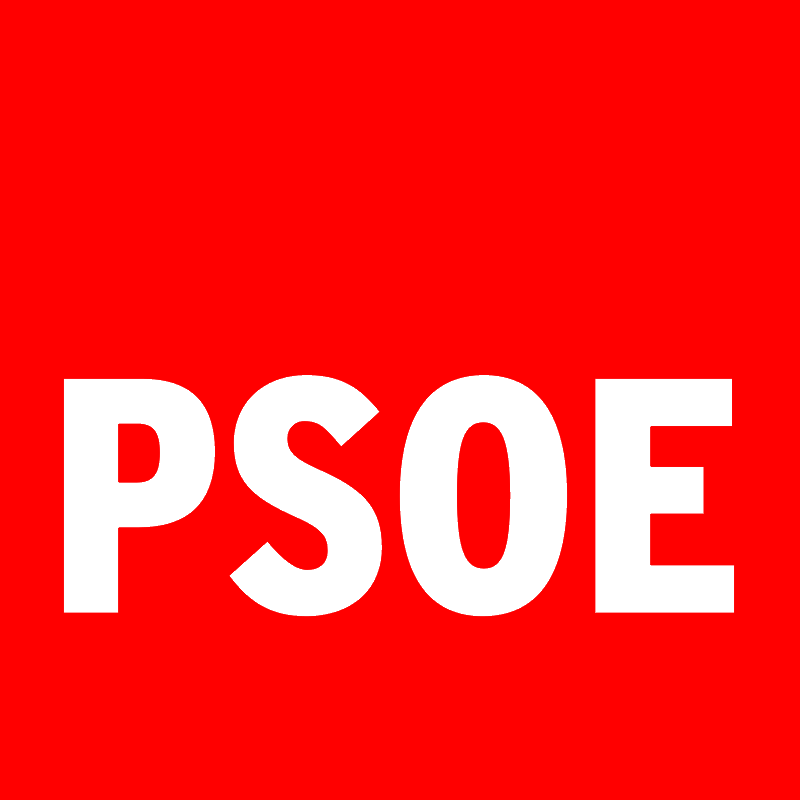
PSOE BRIÓN
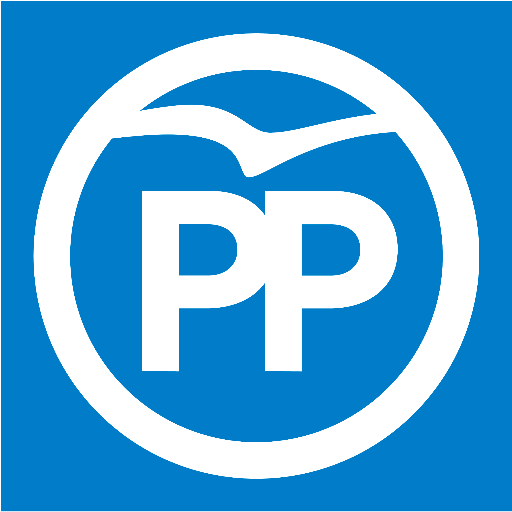
PP BRIÓN
BNG BRIÓN

Desde la fundación del municipio de Brión constan los siguientes alcaldes:
- 1840-Ramón Lorenzo
- 1841-Antonio María Ferreiro
- 1842-Pablo Salaño
- 1843-Joaquín Barbazán
- 1844-Antonio Barrreiro
- 1846-Tomás de Buio
- 1847-José Berdullas
- 1849-Ventura Pérez
- 1850-Joaquín Barbazán
- 1854-Francisco Antonio Domínguez
- 1856-Manuel Pérez
- 1858-Nicolás Antonio Armesto
- 1861-José María Esparís
- 1865-Manuel Míguez Casal
- 1869-Lucas Vidal Esparís
- 1872-José do Pazo Vieito
- 1873-José Fernández Quintáns
- 1875-Ramón Tojo Bustelo
- 1884-Manuel Trigo Granja
- 1886-Ramón Tojo Bustelo
- 1887-Andrés de Castro Pérez
- 1891-José Antonio Pereira Martínez
- 1895-José Piñeiro Gándara
- 1900-José Mouriño
- 1901-Andrés Rodríguez Paz
- 1912-Manuel Barros Nartallo
- 1919-José Berdullas
- 1920-Antonio Rojo Gil
- 1923-Manuel Miranda Mourís
- 1924-Ramón Dopazo Fernández
- 1928-Ramón Manteiga Iglesias
- 1930-Antonio Cea Gómez
- 1931-Antonio Rojo Gil
- 1934-Benedicto Fernández Tobío
- 1935-José Torres Casal
- 1936-Antonio Rojo Gil / Jesús Blanco Rojo
- 1938-José Barca García
- 1939-Manuel Torreira Nimo
- 1940-Joaquín Casais Lado
- 1942-Ramón Torreira Vilanova
- 1944-Eugenio Vilas
- 1946-Ramón Tronceda Martínez
- 1955-José Caramés Nimo
- 1971-Benedicta Pérez Pérez (1ªAlcaldesa)
- 1979-Xose Luís García García
- 2020-Pablo Lago Sanmartín[22]